# Ejército Mexicano
El Ejército Mexicano es la rama terrestre de las Fuerzas Armadas de México y depende de la Secretaría de la Defensa Nacional. Se encarga de la defensa del territorio y soberanía nacional, de garantizar la seguridad interior e instrumentar el Plan DN-III-E en caso de desastres.
Su mando supremo, y el único facultado para disponer de él, de forma parcial y total, es la presidenta de México, quien ostenta la denominación de comandante supremo de las Fuerzas Armadas; no obstante su administración está a cargo del general secretario de la Defensa y su operatividad del comandante del Ejército. Por ello, puede en todo momento ser coordinado con alguna de las otras tres ramas de las fuerzas armadas, o cualquier autoridad policial, para el cumplimiento de sus misiones generales. Sus integrantes surgen del servicio militar voluntario y del servicio militar nacional, que es además su fuerza de reserva. El ejército cuenta con un total de 275 443 militares.

## Historia

### Antecedentes

#### Época prehispánica: guerreros nativos
En la época prehispánica en 1410 y con la derrota de los tepanecas de Azcapotzalco, surge en el Valle de México la Triple Alianza, formada por los reinos de México-Tenochtitlán, Texcoco y Tacuba del que dependieron como tributarios, 38 señoríos desde las costas del golfo de México, hasta las mesetas centro y sur del Eje Neovolcánico.
La civilización mexica desplegó un considerable dominio social, económico y cultural. Eminentemente sacerdotal y guerrero, su ejército alcanzó organización y disciplina muy desarrollada para su época, lo que incluía:
- Instrucción castrense: Entre los mexicas, la preparación militar era obligatoria para los jóvenes varones que recibían su educación de acuerdo a su estrato social, yendo los nobles al Calmecac destinada a la formación de oficiales, sacerdotes y gobernantes; los plebeyos acudían al Telpochcalli que aportaba los contingentes para la defensa, la conquista y las guerras floridas, cuyo único objetivo era capturar prisioneros dedicados al sacrificio. La actividad bélica era el único camino para el ascenso social.
- Organización de los cuerpos armados: La décima parte de la población varonil servía en el ejército, cada Calpulli o barrio formaba un escuadrón de entre 200 a 400 guerreros a cargo de un Tepochtlato, cada escuadrón se dividía en escuadras de 20 guerreros a cargo de un Tiachcouh, los Tepochtlatos respondían ante el Tlacocachcatl. Estos contingentes eran reforzados por un millar de flecheros y otros mil canoeros, sumando entre todos unos ocho mil individuos. Texcoco tenía efectivos equiparables y Tacuba, dos mil.

Los cuatro mayores Calpullis tenían comisiones específicas en el Alto Mando, el mayor de todos llamado Tlacatécatl se encargaba de la organización (por analogía era como el Estado Mayor de un ejército moderno); los Pochteca tenían asignadas las funciones de información, contra información y propaganda (lo que hoy en día es espionaje e inteligencia), el Tlacatecuchtli se encargaba de instrucción y operaciones, donde también participan los maestros del Calmécac Tepochcalli, finalmente el Toyoyahuacatl se encargaba de los servicios, abastecimientos y evacuaciones. dotadas de unidades Tecoyahuacatl para adquisición depósito y reparto de vestuario, víveres y otros abastecimientos, el Huitzináhuatl para la inspección de tropas y materiales y tamemes para el transporte. El acopio y suministro de armas lo realizaba cada Tlacocachcatl. Los mexicas tenían además una compleja industria de fabricación de armas con talleres y obreros especializados que almacenaban los recursos en los Tlacochcalco.
Contrario a los señoríos débiles a los que dominaban, no construyeron fortificaciones defensivas, mientras que los tlaxcaltecas, mixtecos y zapotecos usaban fosos y parapetos, incluso recintos amurallados como Mitla y Xochicalco.
También es clara la analogía de los mexicas con los ejércitos del Viejo Mundo como el orden y seguridad de sus columnas y líneas, con determinantes de posición, estacionamiento, detención y vigilancia, retirada, marcha y ataque, sitio y cerco, con tal intuición bélica que al arribo de los hispanos, les permitió la rápida asimilación de algunos recursos y tácticas empleados por estos, bajo ciertos límites.

#### Ejército virreinal español
Después de la conquista y hasta los años 1760 las autoridades habían establecido un sistema militar que consistía en una aglutinación de compañías veteranas independientes y de milicias poco instruidas, un sistema diseñado con el propósito principal de repeler las incursiones de piratas y los ataques por mar. Las milicias tienen su origen en la península ibérica, la gente se reunía para defender su territorio y fue bajo el reinado de Carlos II de España que se establecieron oficialmente las milicias en 1673. Los primeros contingentes fijos del Virreinato se establecieron a partir de siglo XVIII, para custodia del Real Palacio y protección de puertos y puntos clave fronterizos, la cohesión interna del territorio, rechazar incursiones de tribus nómadas y repeler invasiones de otros países europeos si las hubiera. Una forma en la que se alistaban hombres para las milicias era por sorteos que se realizaban en las ciudades y pueblos, en los sorteos se encontraban los hombres mayores de dieciséis años y menores de cuarenta, las personas inscritas en los padrones debían estar sanos física y psicológicamente. Los hombres elegidos para el servicio militar tenían por obligación servir al Rey durante diez años consecutivos y en caso de que un miliciano no pudiera presentarse al servicio debía ser investigado para verificar su condición; a su vez si el miliciano no podía presentarse era reemplazado por otro. Los milicianos que tuvieran buena conducta y con cinco años de servicio en la carrera de armas eran promovidos a la tropa veterana. Otra característica de las milicias era el pago, solo el sargento mayor, el Coronel o Comandante recibía un pago fijo mientras que la tropa solo recibían su pago en los días de asambleas o en tiempo de guerra. Debido a la peligrosidad que representaba la defensa de un territorio se les compensaba con no pagar tributos al rey aunque sí pagaban el Diezmo por obligación. En las colonias de América había descontento por el tardío y mal pago, además del violento sistema de reclutamiento.
Otro problema era el de la entrada a las filas de las milicias, pues podía entrar cualquier persona de cualquier condición social aunque se creía que las personas de mala condición eran ineficaces contra los ataques de piratas, filibusteros, bucaneros y corsarios. Estos aspectos provocaron que la carrera de armas perdiera su prestigio. A partir de ello, en el siglo XVIII, se tomó la decisión de formar una carrera de indias digna y eficaz para defender el territorio principalmente los puertos. Uno de los aspectos importantes fue el establecimiento de unidades regulares como compañías, batallones, y regimientos. Además se establecieron un conjunto de requisitos de ingreso, entre los que se encontraban la pureza de sangre y una buena disposición. Los aspirantes se debían educar, entre otros aspectos, en Ingeniería militar y Matemáticas para lo cual acudían a academias donde las lecciones eran dictadas por ingenieros militares y jefes de artillería.
La defensa de las colonias había sido primordial y uno de los principales centros de atención para la administración de la Corona española. De allí provenían enormes riquezas, algunos ejemplos de ello son el cacao que principalmente provenía de Nueva España, Guayaquil y Venezuela, siendo el cacao venezolano el más valioso debido a los usos medicinales y de consumo para la vida cotidiana de las personas. Otro ejemplo de recursos por los cuales se debía defender al Nuevo Mundo era la plata, en especial la de Nueva España que era de sumo aprecio porque se podía cambiar por otros géneros o era invertida en la construcción de barcos o el mantenimiento de los mismos. Así mismo la calidad del metal extraído era de tal pureza que el real de a ocho se convirtió en la moneda de referencia del comercio internacional. Las inmensas riquezas le dieron prestigio a la Corona; sin embargo, también levantó envidias entre otros reinos como Inglaterra, Francia y en menor medida Holanda.
A consecuencia de la guerra de los Siete Años, España sufrió pérdidas de enclaves importantes a manos de los ingleses (La Habana y Manila). Asimismo, Francia representaba un serio problema pues se encontraba con puntos de importancia en las Antillas y al norte del continente en la frontera con Nueva España. Además fueron atacados constantemente los puertos de la Nueva España, en especial el de Veracruz, lo cual obligó a cambiar la política de defensa que hasta entonces estaba a cargo de grupos minoritarios como las milicias. Es por eso que en 1765 vino a la Nueva España el visitador José de Gálvez, marqués de Sonora que trajo consigo a un grupo de veteranos (de Barcelona) de guerra españoles con el objetivo de instruir hombres y formar un Ejército. Todo esto se llevó a cabo gracias a las Ordenanzas de Carlos III de España, que fue coronado en 1759 después de la muerte de su medio hermano Fernando VI de España.
Carlos III estaba interesado en la guerra e hizo avances en la construcción de Navíos de guerra, además de crear nuevas políticas de defensa para las colonias, pues solo se dedicaban a defenderse de ataques, mas no atacaban al enemigo cuando lo veían acercarse a los puertos.
A finales de la década de los sesenta del siglo XVIII se seguía teniendo problemas con las fuerzas armadas en la Nueva España y se hicieron constantes críticas al sistema militar. Por parte de España viajó a América el marqués de Torre que hizo una inspección al estado en que se encontraban las fuerzas armadas y las calificó de inútiles. Las guerras constantes en la segunda mitad del siglo XVIII entre España, Francia y principalmente Inglaterra hicieron que la Corona española estuviera en constante alerta. Ya terminadas las guerras, principalmente las de 1762-1763 y 1779-1783, los ingleses seguían manteniendo su presencia cerca de las cosas de Nueva España y ponían presión a las defensas de los puertos, con lo cual se requería un constante funcionamiento de las fuerzas armadas.
En la década de los setenta del siglo XVIII siguieron las críticas al sistema de las fuerzas armadas. El virrey en turno en dicha época era Antonio Bucareli (1771-1779), que también opinaba que las milicas no constituían una fuerza confiable para defender sus intereses, además, junto con otros funcionarios, se llegó a la conclusión de que después de las reformas de Carlos III y las de José de Gálvez, no había habido un gran cambio y que las cosas seguían siendo deficientes. En los años posteriores y con las guerras contra Gran Bretaña se hicieron más evidentes las decadencias de las fuerzas armadas, en específico en el periodo de 1779 donde el virreinato estaba a cargo de Martín de Mayorga. No obstante, fue el sucesor de Mayorga el que se ocupó de estudiar las deficiencias de las milicias y así mejorarlas en su constitución y funcionamiento. Dicho virrey fue Matías de Gálvez, cuya mayor acción fue poner al subinspector Francisco Crespo, que estaba familiarizado con las instituciones militares, a hacer un estudio sobre la armada de la Nueva España. A su vez, el estudio arrojó resultados, pues Crespo dio un informe de los efectivos de la armada. En 1784 había más de 30 000 efectivos aunque no era de sorprender puesto que solo la mitad estaba disciplinado y era regular. La mayor contribución de Crespo fue la de proponer que durante los tiempos de paz se adiestraran a más efectivos, pues hasta entonces solo se hacía esto en tiempos de guerra por eso los soldados eran ineficientes. Dicha premisa fue aceptada e impulsada en 1787 y 1788 y dio resultados porque se aumentó el número de efectivos preparados y regulares. A los pocos años del intento de establecer una fuerza armada regular por parte del virrey Matias de Gálvez y por Francisco Crespo, el sucesor de Gálvez, el conde de Revillagigedo se encargó de desarticular a las milicias, pues él dudaba de la lealtad de dichas fuerzas y pensaba que a la larga los hombres de la armada tomarían poder en la política y se rebelarían contra la Corona.
La verdadera organización de un ejército virreinal la realizó el teniente general Juan de Villalba en 1764, donde la alta oficialidad era designada por las autoridades peninsulares y los mandos medios se reclutaban entre las familias criollas (los protagonistas de la Independencia formaban parte de la oficialidad de esas milicias). Cabe destacar que a la llegada de Juan de Villalba él encargó a los mariscales que lo acompañaron en el viaje, inspeccionar en primer lugar los territorios fronterizos, sin embargo, la labor se vio interrumpida cuando Villalba rompió la relación que tenía con el virrey. Fue en ese momento cuando se le encargó a José de Gálvez en su visita a la Nueva España, la labor de establecer la paz entre Villalba y el virrey Cruillas
En la organización por jerarquías se encontraba el virrey de la Nueva España como principal autoridad aunque había ocasiones en que el rey de España mandaba a un inspector general o a un Visitador o a un Reformista los cuales tenían el poder máximo por orden del Rey. En el aspecto militar el cargo más alto en la jerarquía recaía en el capitán general (que en el reinado de Carlos III era el conde de Aranda) después se encontraban los gobernadores y por último los tenientes generales. Pero para hacerse de tropa primero se recurrió al sorteo entre vecinos, que al no haber censos y si haber ocultamiento de pobladores se echó mano del sistema de reclutamiento por leva; esto es el reclutamiento forzado de individuos que luego eran remitidos a los cuarteles, sistema que muchas veces se utilizó para sistemas de venganza y despojo de bienes, así como eliminación de personas indeseables para los poderosos. Este sistema, muy común en todo el mundo, se mantuvo durante todo el tiempo del virreinato y sobrevivió en varias etapas del México independiente, fue de peso preponderante en el porfiriato y también se vio en la Revolución.

### Ejército Insurgente
En esta etapa, las fuerzas se conformaron con base a la incorporación de voluntarios, pero el germen del ejército fueron los ocho sirvientes de Hidalgo, 70 presos liberados de la prisión de Dolores, una compañía de dragones del Regimiento de la Reina, leales a Allende y unos centenares de campesinos, empleados y artesanos. El Ejército Insurgente se formó el 16 de septiembre de 1810 y fue encabezado por el cura de Dolores como generalísimo, por el capitán general Ignacio Allende y el teniente general Mariano Abasolo.
La capacidad de estos milicianos era sumamente limitada: el generalísimo carecía de conocimientos militares y sus inmediatos inferiores solo sabían de su experiencia en escuadrones. Ignacio Allende tenía considerable intuición bélica, lo que les permitió cosechar grandes triunfos.
Sin una estructura definida, el ejército insurgente creció con rapidez; en San Miguel el Grande eran 5000, en Guanajuato 80 000 y si bien llegaron a tener mayor cantidad de armas de fuego y de artillería que el ejército realista, éstas eran piezas mal fundidas y peor servidas.
El ejército insurgente llegó a Celaya el día 20 de septiembre de 1810, acampando en los terrenos de la Hacienda de Santa Rita. En Celaya solo había un piquete de soldados que no superaban los diez hombres que esperaban ser apoyados por los regimientos de Querétaro o Guanajuato, la respuesta del Ayuntamiento no llegaba y se tomó la determinación de marchar sobre la ciudad el día 20. Debido a una crecida de los ríos circundantes, el cura Hidalgo no pudo pasar a la ciudad hasta el día siguiente. A pesar de ello, mandó una carta al cabildo celayense pidiendo su incondicional rendición, haciendo notar que tenía bajo su custodia a 70 españoles y que si no se rendía la ciudad, los pasaría a degüello.
La ciudad fue entonces tomada pacíficamente el 21 de septiembre, en las primeras manifestaciones de un ejército insurgente en México. En el mesón de Guadalupe, que todavía se encuentra en el centro histórico de la ciudad, fue hospedado Hidalgo, desde donde organizó al entonces precario ejército insurgente. Miguel Hidalgo entró al frente de los Insurgentes junto con Ignacio Allende, Ignacio Aldama y Mariano Abasolo, seguidos de un contingente superior a los cuatro mil hombres, llegando a la plaza de armas encontraron algunas trincheras y unos cuantos hombres apostados en las azoteas; la masa insurgente reaccionó dañando unas cuantas puertas, pero finalmente el ayuntamiento y el clero salieron a recibirlos en medio de repiques de campanas. 
Luego los levantados se dispersaron entregándose al saqueo de casas y comercios, Hidalgo calmó a la multitud arrojándoles puños de monedas, actitud que fue bien recibida en medio de vivas a Hidalgo y Allende. Al día siguiente 22 de septiembre se pasó revista en una llanura junto a la capilla de San Antonio donde se otorgaron los primeros nombramientos por aclamación de los levantados, correspondiendo a Hidalgo el de generalísimo de América, a Ignacio Allende teniente coronel y a Ignacio Camargo el de mariscal de campo; estos nombramientos que contaron con la aprobación de las autoridades locales son considerados como los hechos fundacionales del actual Ejército mexicano. Después de estos sucesos, Hidalgo y Allende se prepararon para salir de Celaya para la toma de Guanajuato.
Las operaciones militares durante la Guerra de Independencia tuvieron cuatro etapas: la primera con el Grito de Dolores bajo el mando de Hidalgo; la segunda jefatura por José María Morelos, la tercera anárquica destacando solamente la expedición de Francisco Javier Mina, y la cuarta, la de Vicente Guerrero y Agustín de Iturbide.

### Primer Ejército Mexicano

#### Ejército Trigarante

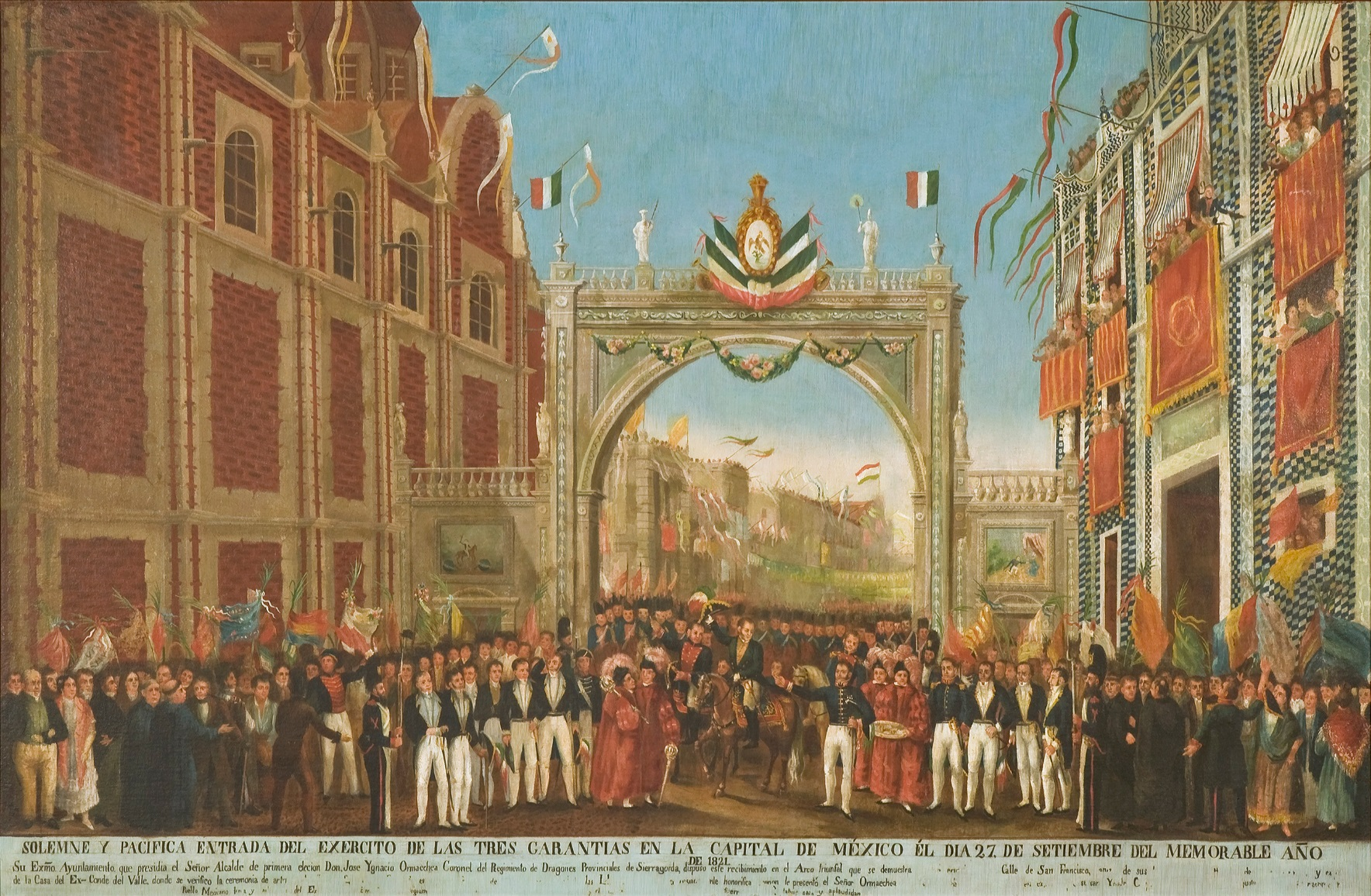
El Ejército de las Tres Garantías ingresa a la Ciudad de México el 27 de septiembre de 1821.

Este es el primer ejército del México independiente y resultó de la fusión e incorporación de grupos dispersos de guerrilleros insurgentes a las bien organizadas y disciplinadas fuerzas armadas realistas sublevadas con Iturbide. Era 1821 y únicamente quedaba el reducto insurgente de Vicente Guerrero en las montañas del sur, el virrey Juan Ruiz de Apodaca envió contra él al coronel José Gabriel de Armijo, quien fue reemplazado por el coronel Agustín de Iturbide, supuestamente comprometido con la Conspiración de La Profesa, quien le pidió a Apodaca grandes derramas de oro para sofocar la rebelión. Una vez en poder de los bienes y con el propósito de impedir la imposición en la Nueva España de la constitución española del Trienio Liberal y a fin de instaurar una monarquía independiente mexicana, constitucional y moderada, proclamó el Plan de Iguala por lo que Guerrero y sus seguidores se le unieron, logrando después de siete meses que el teniente general Juan O'Donojú, último gobernante nombrado por la Corona Española, firmase los Tratados de Córdoba para reconocer la independencia mexicana y reembarcar las tropas peninsulares. El 27 de septiembre Iturbide entró a la cabeza del Ejército Trigarante triunfalmente a la Ciudad de México. Se trataba del primer ejército del México Independiente, con un número aproximado de 16 mil hombres, predominaba en él la vieja oficialidad colonial que se inclinaba por defender una política centralista.
En lo que llegaba un líder adecuado para gobernar al país, el plan proponía una la creación de una junta gubernativa; esta se estableció al día siguiente e Iturbide fue nombrado jefe supremo de las Fuerzas de Mar y Tierra con el título de generalísimo almirante; Iturbide organizó de inmediato la administración pública con cuatro secretarías, una de ellas la de Guerra y Marina cuyo primer titular nombrado el 4 de octubre de 1821 fue el marino retirado Antonio de Medina Miranda que la organizó en ocho secciones: Infantería, Caballería, Artillería, Marina, 'Fortificación e Ingenieros', 'Capitanías y Comandancias Generales', 'Presidios y Puntos Militares', 'Militares Retirados y Hospitales' y 'Montepíos, Pensiones y Premios'.
Siendo casi una copia del español, aumentándole solo el rango de generalísimo se conservó la escala jerárquica, la organización, el corte de uniformes y el armamento. Solo se modificaron las divisas, el escudo de armas y las banderas y sobre todo, se siguió conservando la obligatoriedad de la pureza de sangre para escalar las posiciones superiores.
El Alto mando quedó integrado por el generalísimo Iturbide, el teniente general Pedro Celestino Negrete, cinco mariscales de campo: Anastasio Bustamante, Luis Quintanar, Vicente Guerrero, Manuel de la Sota Riva y Domingo Estanislao Luaces, y 11 brigadieres: Antonio Cordero y Bustamante, Melchor Álvarez, José Morán, Nicolás Bravo, José Joaquín de Herrera, José Antonio de Echávarri, Miguel Barragán, José Joaquín Parrés, Juan Horbegozo, José Antonio Andrade y Manuel María Torres Valdivia.
Este ejército, acudiendo en forma tumultuaria frente al Palacio de Iturbide (Hoy Museo Banamex) a los gritos del sargento Pio Marcha, proclamó el 18 de mayo de 1822 al generalísimo Iturbide como Primer Emperador de México lo que dio origen al Ejército Imperial Mexicano.

#### Ejército Imperial Mexicano
Tuvo solo dos acontecimientos destacados: el 27 de octubre rechazaron el asalto de la armada española guarecida en San Juan de Ulúa que pretendieron desembarcar en Veracruz y la creación en octubre de 1822 de la Academia de Cadetes, con apenas un comandante (teniente) y once alumnos, que sería el precedente de lo que hoy es el colegio militar, ubicándolo en el castillo de Perote, en Veracruz.

#### Ejército Nacional
Este enfrentó los Intentos españoles de reconquista de México de 1825 a 1829, la Guerra de Texas, la guerra de los Pasteles y la invasión estadounidense, siendo un ejército que resultó poco apto para el combate, y según el historiador Vicente Riva Palacio, en su obra "México a través de los Siglos", citado por Humberto Mussachio: 'sus jefes, más preocupados por obtener empleos bien remunerados y otros privilegios, principalmente Santa Anna actuaron, con sus excepciones, impulsados por la rapacidad y la traición'1.
En 1823, tenían 9501 regulares y 20 500 milicianos, cuatro años después eran unos 59 500 (36 000 irregulares), en 1831 eran 25 500 (9800 regulares) y en 1844 la cifra fue de 31 400 (17 700 regulares). En 1848 el ejército se había reducido a apenas 8000 regulares más 7000 reservistas aunque en teoría podían subir a 50 000 hombres, a los que se sumaban, según datos gubernamentales, 1 503 592 milicianos en todo el país. En 1851 tenían solo 13 900 hombres, 4000 de ellos en Yucatán en la Guerra de Castas.

### Segundo Ejército Mexicano

#### Ejército Liberal

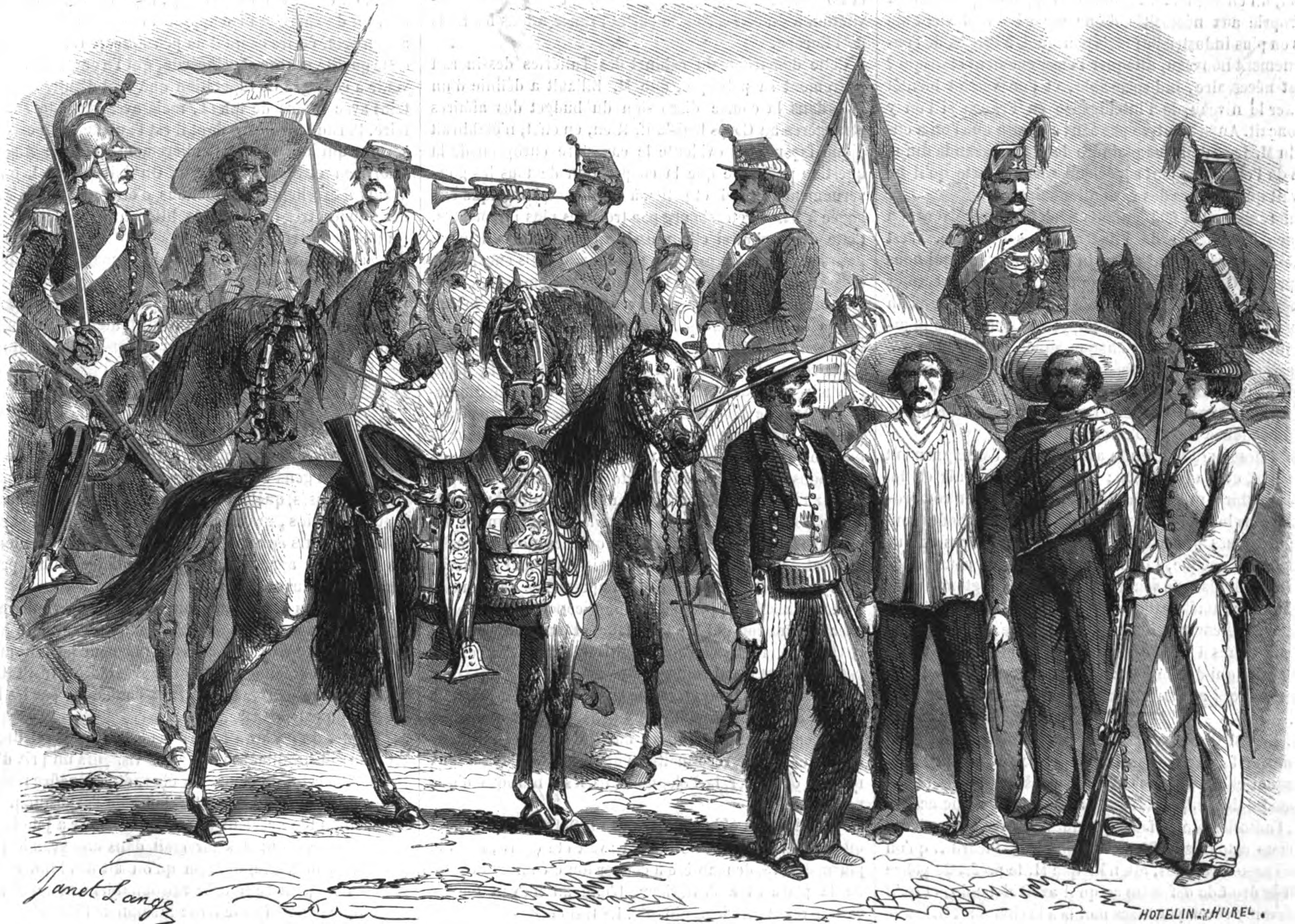
Soldados del Ejército Mexicano.

Pese al desastre que en términos militares significó la guerra con los estadounidenses, la oficialidad continuó como la principal fuerza política hasta el triunfo de la Revolución de Ayutla, cuando un ejército popular, dirigido por viejos insurgentes o por oficiales improvisados, echó del poder a Santa Anna, acabó con los fueros militares y como 'Ejército Liberal', combatió a los restos de sus fuerzas que se reagrupaban una y otra vez como 'Ejército Conservador' hasta haber sufrido una derrota por los liberales durante las guerras de Reforma.
El colegio militar, que servía como reducto y centro de formación para los conservadores, fue suprimido por los liberales en 1860. El cuerpo de élite del ejército mexicano entre 1821 y 1870 fueron los lanceros, tropas de caballería que usaban la vieja y efectiva lanza en lugar de portar algún arma de fuego.
El Ejército Liberal fue quien enfrentó a los franceses, quienes teniendo en ese entonces el aparato bélico más poderoso, no se preocuparon en reorganizar y abastecer de pertrechos al Ejército Conservador, ya que los veían como una amenaza que en cualquier momento, podrían pasarse al bando contrario. Por otra parte, el ejército de Juárez operó como guerrilla ante la incapacidad de hacerle frente a los franceses con tácticas de guerra convencional, dispersándose en pequeñas guerrillas que no dieron descanso a los invasores. Tras una larga guerra, incapaces de dominar el territorio Mexicano, los franceses se vieron obligados a salir de México, y el ya derrotado Ejército Conservador sucumbió en Querétaro, restaurando entonces la República.
Uno de los factores que beneficiaron el desempeño del ejército republicano, era el contexto internacional en el que Estados Unidos se encontraba en su guerra de Secesión, motivo por el cual los franceses se aventuraron en esta invasión; una vez que los Estados Unidos derrotaron a los Estados Confederados de América, los franceses se retiraron, ya que de no hacerlo entrarían en guerra no solo con México, sino que también se vislumbraba una posible guerra con los estadounidenses; asimismo el gobierno francés consideró necesario prepararse para una confrontación con Prusia, por lo que retiró su ejército de México entre 1866 y 1867; en efecto el 19 de julio de 1870 estalló la guerra Franco - Prusiana.
Los generales triunfantes, con pleno dominio en las estructuras del ejército, reabrieron el colegio militar e hicieron sentir su influencia, sobre todo con la declaratoria del Plan de La Noria y el Plan de Tuxtepec, los cuales dieron origen a la conformación del Ejército Federal. Durante el porfiriato el ejército mexicano era de 40 000 regulares más 160 000 en la Guardia Nacional.

#### Ejército Federal
Se estructuró con la incorporación de los viejos militares liberales y no pocos conservadores, integrado con tropas de leva y oficialidad educada en el colegio militar, así como expertos asesores venidos del extranjero, principalmente de Alemania. Este ejército, conocido coloquialmente como el porfiriano, se dedicó a mantener el orden y restringir toda disidencia.

### Tercer Ejército Mexicano

#### Ejércitos revolucionarios
La rebelión maderista de 1910 dio cauce para la revelación de gran número de estrategas sin formación castrense, como fueron Francisco Villa, Álvaro Obregón y Emiliano Zapata. Al producirse el golpe de Estado de Victoriano Huerta, muchos oficiales del Ejército Federal con alto espíritu de principios democráticos, se incorporaron a las fuerzas revolucionarias, mismos que al año y medio del cuartelazo, vencieron al Ejército Federal y por medio de los Tratados de Teoloyucan le obligaron a disolverse. Durante los primeros años de la Revolución Mexicana los ejércitos federales sumaban apenas 50 000 hombres y los rebeldes unos 200 000 combatientes. Huerta en teoría podía movilizar 200 000 soldados y 50 000 milicianos rurales por las levas, pero fracasó, y a la larga jamás contó con más de 125 000 soldados.
Estos ejércitos revolucionarios que lograron el eclipsamiento del viejo ejército que databa de los años de Juárez fueron:

##### Ejército Constitucionalista
Fue comandado por Venustiano Carranza y denominado así porque su objetivo y logro, en el contexto de la Revolución mexicana, fue establecer en el país lo que finalmente devino la Constitución de 1917. Sumaba alrededor de 100 000 hombres.
Pero ese desenlace fue momentáneo, dado que la lucha intestina prosiguió con períodos de paz más o menos prolongados hasta 1924. Se tuvo la pericia de vencer al Ejército Federal huertista, en las goteras de la Ciudad de México y disolverlo mediante la firma de los Tratados de Teoloyucan el 13 de agosto de 1914.
El ejército de Carranza constó de 7 cuerpos de ejército:
- Cuerpo del noroeste.
- Cuerpo del noreste.
- Cuerpo del oriente.
- Cuerpo del occidente.
- Cuerpo del centro.
- Cuerpo del sur.
- Cuerpo del sureste.

El plan de Carranza consistió básicamente en acabar con los villistas (principal fuerza opositora) en el norte, para luego atacar a los zapatistas en el sur.
Cuatro años después se comenzaría la liquidación del Ejército Libertador del Sur con el asesinato de Zapata en Chinameca, Morelos; para 1920 la División del Norte había sido vencida en los campos de Celaya y La Piedad, y a Pancho Villa le sucederían una serie de derrotas en diversos estados de la república que terminarían por retornar a Villa al estatus que tenía antes de la revolución: guerrillero. Venustiano Carranza, a la sazón Presidente de México, sería derrocado y luego asesinado en Tlaxcalantongo, Puebla el 21 de mayo de 1920 por correligionarios del Plan de Agua Prieta encabezado por Obregón; con Obregón en la presidencia, se transformó al Ejército Constitucionalista y a la Fuerza Aérea que debieron que afrontar con éxito la rebelión de Adolfo de la Huerta en 1924, siendo ya ésta la última insurrección del tiempo revolucionario.
Luego, tras la elección de Plutarco Elías Calles, Obregón fue nombrado 'Secretario de Guerra y Marina'. El General Joaquín Amaro, que al saber que las fuerzas armadas revolucionarias estaban todavía insuficientemente unificadas y sin identidad nacional -como lo demostraron las revueltas de Arnulfo R. Gómez en 1927 y la de José Gonzalo Escobar en 1929-, y sin la suficiente preparación y disciplina, según se demostró también durante la larga Guerra Cristera, inició una serie de cambios que culminaron en la promulgación de leyes y reglamentos para la fuerza militar, que habrían de institucionalizarla y modernizarla.

###### El Cuerpo de Ejército del Noroeste
Formado en 1914 a partir del dominio que en Sonora y Sinaloa tenía sobre las fuerzas militares el entonces jefe de la sección de guerra del gobierno de Sonora quien había combatido al orozquismo. Al frente de este Cuerpo de Ejército estuvo el general Álvaro Obregón.

###### La División del Norte
La División del Norte es la formación militar encabezada por el general Francisco Villa. Formalmente el primer jefe del Ejército Constitucionalista, Venustiano Carranza dispuso que la División del Norte estaría bajo las órdenes del Cuerpo de Ejército del Noroeste, pero por sus importantes triunfos en la lucha de la Revolución mexicana y el carácter de Villa, en la realidad se comportó como un cuerpo de ejército en pleno, llegando a ser incluso la unidad militar más importante de todo el Ejército Constitucionalista. La División del Norte se componía sobre todo de gente del pueblo, rancheros, vaqueros, caporales y otros elementos de la población rural del norte de México. También dio cabida a miembros del ejército federal que lamentaban el asesinato de Francisco I. Madero, por las fuerzas de Victoriano Huerta.
Debido a las diferencias de Villa con Carranza, tras la Convención de Aguascalientes, la División del Norte se convirtió en el brazo armado del Ejército Convencionista.

###### El Cuerpo de Ejército del Noreste
Este grupo se formó en Tamaulipas con tropa al mando del general Pablo González Garza y propició las derrotas de Monterrey y cooperó con la toma de Torreón al mantener lejos de Pancho Villa al ejército federal. Este Cuerpo, descendió por la Huasteca y tomó el norte de Veracruz y parte de San Luis Potosí. Destaca la batalla de El Ébano donde se dieron bombardeos por medio de los aviones de la naciente Fuerza Aérea Mexicana.

##### El Ejército Libertador del Sur
El Ejército Libertador del Sur (ELS) fue un ejército organizado y liderado por el General Emiliano Zapata en el Estado de Morelos, al sur de México.
La causa principal de Zapata fue la reforma agraria y la autoridad del ELS para que este se convierta en uno de los primeros iniciadores de la Revolución mexicana (véase: zapatismo).

##### El Ejército Convencionista
Tras la caída de Huerta, los militares triunfantes del Ejército Constitucionalista se reunieron en la Soberana Convención Militar Revolucionaria de Aguascalientes para dirimir las diferencias entre el primer jefe Venustiano Carranza y el jefe de la División del Norte Francisco Villa, además de discutir el futuro del país. Esta Convención decidió destituir a ambos generales de sus puestos, pero como Carranza rechazó sus resolutivos al desconocerla, el presidente provisional nombrado por la Convención, Eulalio Gutiérrez, nombró a Francisco Villa como jefe del nuevo ejército convencionista compuesto por la División del Norte, iniciándose la fase más sangrienta de la Revolución Mexicana.
La División del Norte sería derrotada por Obregón durante las batallas del Bajío, entre la que destaca la Batalla de Celaya. La Convención terminó por disolverse y a partir de entonces Villa solo tuvo acciones guerrilleras sin ser atrapado, ni por los constitucionalistas ni por la Expedición Punitiva del general estadounidense John J. Pershing.

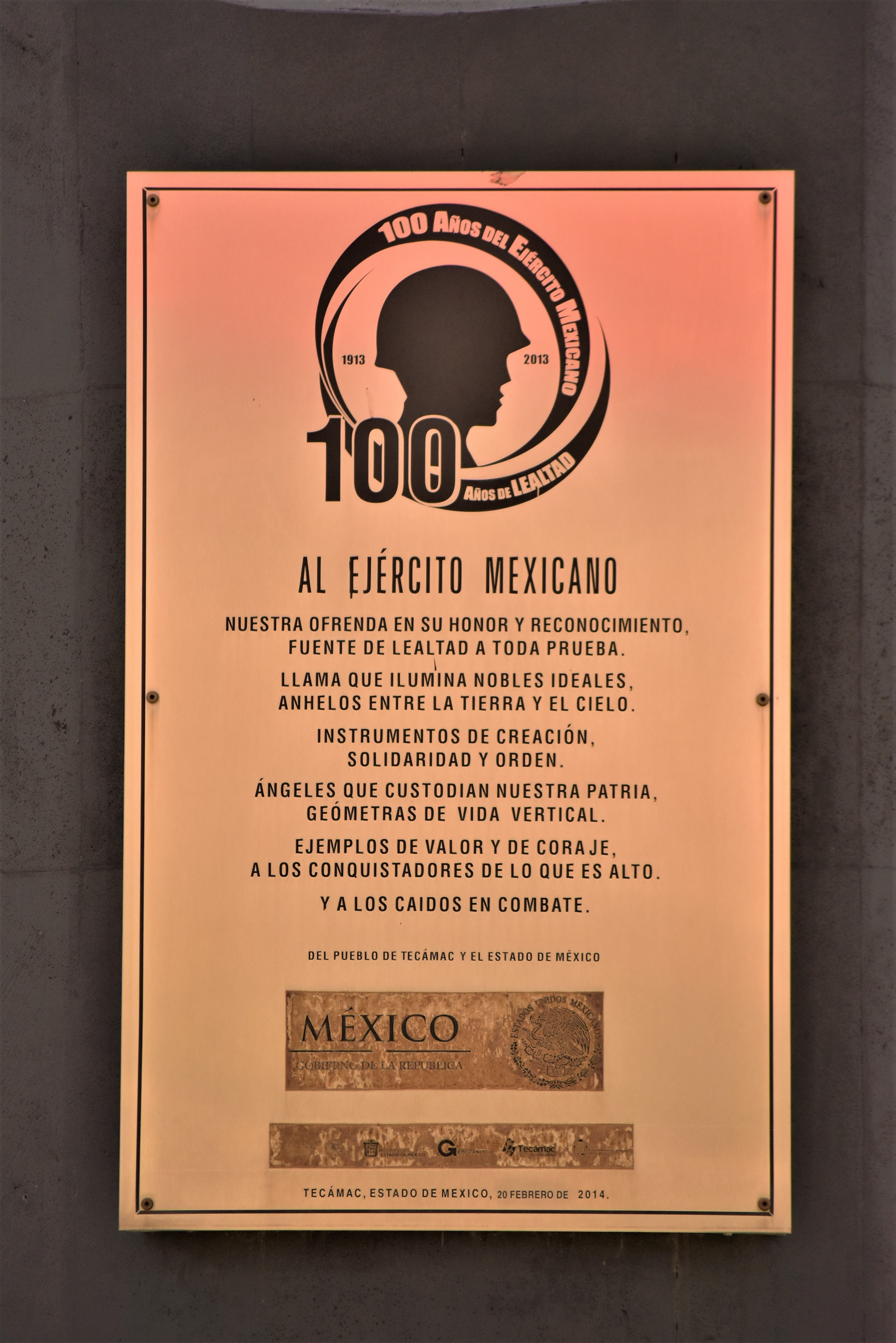
Placa de los 100 Años del Ejército Mexicano.

#### Ejército Mexicano en actualidad
El Ejército Mexicano es resultado de la evolución de las fuerzas revolucionarias emergidas del Ejército Constitucionalista, al ser sometido  a la reorganización y modernización impuesto por el general Joaquín Amaro; tal programa incluyó la revalidación del grado para los altos oficiales, imposición de disciplina principalmente entre generales y jefes, profesionalizando los cuadros de jefes y clases, combatiendo la corrupción y mejorando en todos sus sentidos los servicios del ejército. Además, canalizó las aspiraciones políticas de los excombatientes revolucionarios.
Para llevar a cabo esta labor, le favoreció su permanencia al frente de la Secretaría de Guerra y Marina hasta 1931, y la fundación del Partido Nacional Revolucionario, que incluyó un sector militar que aglutinaba a los más connotados e influyentes oficiales. Fue el mismo Amaro quien condujo las actividades bélicas contra los Cristeros.
Al arribo de Lázaro Cárdenas como presidente en los primeros dos años (1934-1936), sometió el mando de la secretaría y los mandos subordinados a un cambio permanente hasta que dispuso de hombres de confianza que le permitieron afianzar el poder, lo que le permitió enfrentar con éxito las intentonas golpistas de Plutarco Elías Calles exiliándolo el 1 de abril de 1936. En 1937 se dispuso el cambio de nombre de la Secretaría de Guerra y Marina al de Secretaría de la Defensa Nacional. Finalmente, enfrentó el alzamiento de Saturnino Cedillo en 1938, así como unas insubordinaciones de menor magnitud.
Es en 1941 en que los mandos del entonces Departamento de Marina Nacional, dejan de depender de la Secretaría de la Defensa Nacional, creándose la Secretaría de Marina y reduciéndose la injerencia del ejército en este menester.
Habiéndose involucrado México en la Guerra Mundial en 1942, Ávila Camacho llamó a colaborar a los principales caudillos, como Cárdenas y Elías Calles y reincorporó al servicio activos a otros generales. En ese tiempo Joaquín Amaro preparó el estudio Problemas de nuestra defensa nacional. En 1952 fue presidente de la república un civil que durante el movimiento armado había obtenido el grado de Capitán Primero, Adolfo Ruiz Cortines cuyo opositor principal fue el General Miguel Henríquez Guzmán y sus partidarios fueron objeto de actos disciplinarios. Pero para dar cauce a las aspiraciones políticas de los militares oposicionistas se fundó el Partido Auténtico de la Revolución Mexicana desde el cual se denunció la desviación del gobierno de los postulados revolucionarios de 1910.

### Victorias
- Batalla de San Juan de Ulúa (1825)

Tras la consumación de la independencia, aún quedaba el fuerte de San Juan de Ulúa en Veracruz en manos españolas; gracias al desempeño del bloqueo de los marinos mexicanos al mando del teniente de navío Francisco P. López y del Ejército Trigarante por el general Miguel Barragán, se libraron combates que culminaron con la derrota y toma del castillo. Exhausto, sin víveres ni municiones, el brigadier José Coppinger capituló y el 16 de noviembre de 1825 entrega el castillo a los Generales Mexicanos, cerrando para siempre la amenaza de la dominación de la antigua España.
- Batalla de Tampico (1829)

El Ejército Nacional al mando del general Antonio López de Santa Anna junto con los generales Manuel Mier y Terán y Pablo de la Garza, se enfrentaron a fuerzas españolas que intentaban recuperar territorio mexicano para España. La derrota se dio el 11 de septiembre de 1829 con la total rendición de lo que quedaba de tropa española. Las banderas de los invasores fueron llevadas ante la Virgen de Guadalupe y el general español, Isidro Barradas, se retiró con 4000 soldados y marinos a la Isla de Cuba.
- Primera Batalla de Tabasco (1846)

El comodoro Matthew Perry dirigió un destacamento de siete buques a lo largo de la costa sur del estado de Tabasco. Perry llegó al Río Tabasco (hoy conocido como río Grijalva) el 22 de octubre y se apoderó de la ciudad de Frontera junto con dos de sus buques. Dejando una pequeña guarnición, avanzó junto a sus tropas con dirección a la ciudad de San Juan Bautista (hoy Villahermosa).
Perry llegó a la ciudad de San Juan Bautista el 24 de octubre, apoderándose de cinco buques mexicanos. El coronel Juan Bautista Traconis, comandante departamental de Tabasco carecía en aquel momento de la fuerza suficiente para luchar contra las fuerzas invasoras, por lo que se retiraron de la ciudad, tomando Perry la plaza. Durante la noche, las fuerzas mexicanas de Juan Bautista Traconis regresaron a la ciudad, levantando barricadas dentro de los edificios. Traconis recibió una comisión de marinos estadounidenses exigiéndose la rendición de la plaza, siendo la respuesta recibida por Perry: “Diga usted al Comodoro Perry que primero moriré con mi guarnición antes de entregar la plaza”. Perry se dio cuenta de que el bombardeo de la ciudad sería su única opción para expulsar a los elementos del Ejército Mexicano, y evitando dañar a los comerciantes de la ciudad, retiró sus fuerzas preparándolas para el día siguiente. En la mañana del 26 de octubre, Perry preparó la flota para iniciar el ataque a la ciudad, las fuerzas mexicanas comenzaron a disparar a la flota norteamericana.
El bombardeo estadounidense comenzó con el fin de rendir la plaza, siendo en los primeros disparos rota el asta bandera del Cuartel General, eso mismo género que la escuadra invasora pensase que ya se había dado la rendición de la plaza, por lo que suspendieron el fuego y enviaron a una nueva comisión a indagar, recibiendo la misma respuesta y diciendo que el mismo fijaría el asta bandera en lo alto de la torre de la iglesia, por lo que el fuego continuó hasta la tarde. Ante la impotencia de tomar la plaza, Perry decidió abandonarla y regresar a Frontera, en donde estableció un bloqueo naval para evitar el abastecimiento de víveres y pertrechos militares hacia la capital del estado.
- Primera Batalla de Puebla

Tuvo lugar el 5 de mayo de 1862 cerca de la ciudad de Puebla (México), la defensa del Fuerte de Loreto y del Fuerte de Guadalupe, durante la invasión francesa de México. Fue una importante victoria mexicana con resonancia global, pues venció al ejército más experimentado y reputado de la época; se conmemora en México con la fiesta del Cinco de mayo.
- Batalla de Miahuatlán

La batalla de Miahuatlán tuvo lugar el 3 de octubre de 1866 en las inmediaciones de la población del actual municipio de Miahuatlán de Porfirio Díaz en el estado de Oaxaca, México, entre elementos del ejército mexicano de la república, al mando del general Porfirio Díaz y tropas francesas al servicio del Segundo Imperio Mexicano.
- Batalla de la Carbonera

La Batalla de la Carbonera fue librada el 18 de octubre de 1866, durante la Segunda Intervención Francesa en México.
- Batalla del 2 de abril

La Toma de Puebla de 1867 (más conocida como la Batalla del 2 de abril) tuvo lugar desde marzo al 2 de abril de 1867 en las afueras de la Ciudad de Puebla en el estado de Puebla, México, entre elementos del Ejército Mexicano de la República, al mando del general Porfirio Díaz contra las tropas al servicio del Segundo Imperio Mexicano comandada por el general François Achille Bazaine, compuesta de soldados conservadores mexicanos y franceses durante la Segunda Intervención Francesa en México.
- Batalla del Carrizal

Combate entre el Ejército Constitucionalista de México y el estadounidense, posterior al combate de Columbus realizado por Pancho Villa, ya sin su famosa División del Norte y convertido en simple guerrillero. So pretexto de perseguir al general mexicano, las fuerzas estadounidenses sobrepasaron los límites diplomáticos establecidos, las hostilidades las rompe el general Pershing el 16 de junio de 1916 al retar al general Treviño, aduciendo que su gobierno "no le ha limitado el área de movimientos de su fuerza expedicionaria", por lo cual avanzaría donde creyera conveniente. Cerca de Casas Grandes, Chihuahua, tiene el honor el general mexicano Félix U. Gómez el 21 de junio y al ordenar al capitán Boyd estadounidense, se inició una lucha entre ambas fuerzas, el mando mexicano pasó al teniente coronel Genovevo Rivas Guillén con 150 muertos estadounidenses y 72 muertos mexicanos. Pershing no volvió a autorizar un combate y tuvo que salir de territorio mexicano en febrero de 1917 por una orden del propio congreso de su país, humillado, derrotado y con las manos vacías, pues nunca encontró a Pancho Villa.
- Conflicto zapatista (1994)

La batalla de Ocosingo es el nombre con el que se conoce al enfrentamiento armado ocurrido entre el Ejército Mexicano y el Ejército Zapatista de Liberación Nacional el 2 de enero de 1994 en Ocosingo, Chiapas durante el levantamiento neozapatista. Fue el único enfrentamiento formal del conflicto, el EZLN se enfrentó a un combate que no había planeado, siendo el único ocurrido dentro de una ciudad lo que provocó que muchos civiles quedarán expuestos al fuego de los dos bandos.
El Ejército Mexicano consiguió tomar la ciudad al día siguiente. Los combates continuaron en la selva, en los que también se involucró la Fuerza Aérea. Finalmente, el presidente de México, Carlos Salinas de Gortari decretó un alto al fuego el 12 de enero de 1994.

### Tiempos modernos (desde 1940)

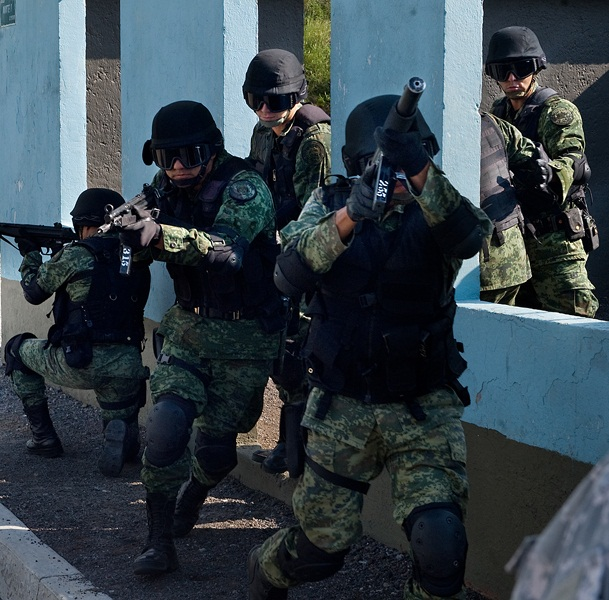
Ejército en práctica

El Ejército Mexicano tiene implementados tres planes de estrategia denominados: 
- Plan DN-I. Diseñado para enfrentar un país o fuerza extranjera enemiga que invadiera el país, problema que si bien que pudiera suscitarse, continúa siendo una remota posibilidad por ser México un país entregado a la paz conforme a la Doctrina Estrada de no intervención en asuntos de otros países y al principio de Benito Juárez cuando expresó: "Entre los individuos como entre las naciones, el respeto al derecho ajeno, es la paz";
- Plan DN-II.- El combate a las fuerzas internas que socaven la estabilidad de las instituciones como en el momento actual cuando sostiene un combate frontal al narcotráfico, lo que ha aumentado drásticamente la presencia militar visible en varios estados del país al realizar labores policiales de forma rutinaria;
- Plan DN-III que atiende a la población civil en casos de desastres naturales como los huracanes y terremotos. Con este programa, el ejército recobra todo lo que pierde con el segundo; y es que el empleo del ejército en tareas policíacas se da en México debido a la corrupción en los cuerpos policíacos municipales y estatales.

Mientras el general Manuel Ávila Camacho ejercía su tiempo de mandato, en el mundo transcurría la Segunda Guerra Mundial, en la cual, México por parte de los aliados, envío al Escuadrón 201 de la Fuerza Aérea Expedicionaria Mexicana en contra del Imperio del Japón. Además se creó el Servicio Militar Nacional para tener miembros de reserva en caso de una posible invasión al territorio mexicano.
Durante el gobierno del civil Miguel Alemán Valdés, se modernizo la estructura militar y se creó la Brigada de Fusileros Paracaidistas, originalmente fundada con el nombre de Compañía Mínima de Aerotropas en 1946.
En el sexenio del presidente Adolfo López Mateos, se utilizó al ejército en gran escala para detener las movilizaciones laborales de trabajadores petroleros, telegrafistas, maestros y otros sectores; el clímax de tales conflictos se vio primeramente en el paro ferrocarrilero de 1958 cuando aparte de la detención de los principales dirigentes Demetrio Vallejo y Valentín Campa se dio por vez primera la requisa en que los uniformados se hicieron cargo de un servicio manejado siempre por civiles, aún durante la revolución.
La segunda intervención 'policial' por parte del ejército sucedió diez años después con el presidente Gustavo Díaz Ordaz durante el movimiento estudiantil de 1968 en México en la plaza de las Tres Culturas en Tlatelolco. El 2 de octubre de 1968, el ejército aguardaba una señal para emboscar una manifestación estudiantil, con el pretexto de que un grupo armado posiblemente utilizaba al movimiento estudiantil como camuflaje y reclutamiento. Al caer la tarde, cuando los estudiantes se proponían disolver el mitin debido a la presencia militar, una ráfaga de balas proveniente de los edificios cercanos se dirigió contra la manifestación, al principio el ejército reaccionó disparando contra los agresores. Posteriormente se supo que estos agresores pertenecían al Batallón Olimpia, un cuerpo especial creado por el ejército para la seguridad de los XIX Juegos Olímpicos. que en esa ocasión disparó a quemarropa contra la multitud junto con las tropas que entraron a la plaza de las Tres Culturas con la bayoneta calada. Varios estudiantes resultaron muertos, siendo el saldo oficial de decenas de muertos, mientras que las cifras de la prensa internacional de esos días mencionaron cientos muertos. Era Secretario de la Defensa Nacional el General Marcelino García Barragán, a quien, según diferentes versiones, intentaron convencer de que asumiera la presidencia ante la manifiesta ineptitud de Díaz Ordaz para resolver políticamente los conflictos. García Barragán rechazó tajante tales ofrecimientos. Actualmente, el 2 de octubre es una fecha que se recuerda cada año con una ceremonia en Tlatelolco, sobre todo por organizaciones político-civiles que no olvidan el atentado contra la población estudiantil en ese año.
En el período de Luis Echeverría Álvarez, el ejército tuvo que asumir de nuevo el peso de la lucha contra los movimientos sociales, en este caso, las guerrillas rurales que habían surgido por las condiciones en que viven los campesinos del país. Desde 1977 disminuyó la función policiaca del ejército ante la reforma política que amplió las posibilidades de participación electoral.
En el sexenio de Carlos Salinas de Gortari, se creó el Cuerpo de Fuerzas Especiales de México en 1990, originalmente como "Fuerzas Especiales de Reacción Inmediata del Alto Mando" (FERIAM).
En 1994, el Ejército Mexicano se enfrentó durante 12 días contra la guerrilla del Ejército Zapatista de Liberación Nacional en el estado de Chiapas. El EZLN realmente era una guerrilla pequeña y poco armada comparada con el tamaño y recursos del ejército mexicano. En este conflicto, el enfrentamiento más fuerte fue durante el 3 y 4 de enero de 1994 en el municipio de Ocosingo. Para evitar masacres, el presidente ordenó alto al fuego y el EZLN quedó reducido a zonas de apenas algunos kilómetros en el estado de Chiapas. Aunque durante años el EZLN ha procurado ser identificado como un movimiento armado, realmente nunca hubo más combates y el movimiento de insurrección nunca se expandió más allá de las zonas en las que fue encerrado.
Hoy en día, las funciones principales encomendadas al Ejército Mexicano son, como ya fue comentado, la guerra contra el narcotráfico y la ayuda a la población en caso de desastres (Plan DN-III-E). Un ejemplo de la ejecución del Plan DN-III-E por parte del Ejército Mexicano moderno, es el apoyo que el Gobierno Mexicano hizo a los Estados Unidos durante la inundación de Nueva Orleans, cuando las cocinas comunitarias del Ejército Mexicano viajaron por tierra a Nueva Orleans para apoyar a varios miles de damnificados, siendo ésta la primera incursión militar-humanitaria de México a EE. UU. Misiones similares han sido efectuadas en diversas ocasiones por el Ejército Mexicano a diversos países de América Latina y Asia
El Ejército Mexicano es el único ejército en Latinoamérica que en más de tres cuartos de siglo no ha sido protagonista de un golpe de Estado, atribuido según los estudiosos, a que su oficialidad no proviene de las capas oligárquicas, sino del proletariado y los sectores sociales medios.[cita requerida] Una novedad recientemente introducida es el permitir a las mujeres de participar en todas las áreas del ejército.
La guerra contra el narcotráfico emprendida oficialmente el 11 de diciembre de 2006, bajo el mandato del entonces presidente Felipe Calderón, se implementó para combatir los altos índices de violencia y criminalidad. Las primeras acciones consistieron en elevar al doble el sueldo de los Soldados de bajo rango (Soldados, Cabos, Sargentos); Además del despliegue de tropas de efectivos de Policía Federal y elementos de la Sedena en el estado más conflictivo de aquel entonces Michoacán, provocando represalias por parte de La Familia Michoacana. También hubo despliegue de tropas en los estados del norte del país como Tamaulipas, Nuevo León, Coahuila, Durango, Chihuahua, Sinaloa, Baja California. Asestando importantes golpes al narcotráfico y delincuencia organizada en operaciones en conjunto con Policía Federal y SEMAR, dando como resultado la ruptura y confrontación entre los carteles de la droga. Lo que hasta la fecha (marzo de 2025) ha dado como resultado la detención o muerte de casi todos los grandes capos de la droga (a excepción de Ismael Zambada García, capturado en Texas en 2024 y Nemesio Oseguera Cervantes, actualmente prófugo) aquí se enlistan los más destacados:
- Alfredo Beltrán Leyva, capturado el 21 de enero de 2008 (Cártel de los Beltrán Leyva).
- Eduardo Arellano Félix, capturado el 26 de octubre de 2008 (Cártel de Tijuana).
- Vicente Zambada Niebla, capturado el 19 de marzo de 2009 (Cártel de Sinaloa).
- Marcos Arturo Beltrán Leyva, muerto el 16 de diciembre de 2009 (Cártel de los Beltrán Leyva).
- Teodoro García Simental, capturado el 12 de enero de 2010 (Cártel de Tijuana).
- Ignacio Coronel Villarreal, muerto el 29 de julio de 2010 (Cártel de Sinaloa).
- Édgar Valdez Villarreal, capturado el 30 de agosto de 2010 (Cártel de los Beltrán Leyva).
- Antonio Cárdenas Guillén, muerto el 5 de noviembre de 2010 (Cártel del Golfo).
- Jorge Eduardo Costilla Sánchez, capturado el 12 de septiembre de 2012 (Cártel del Golfo).
- Heriberto Lazcano Lazcano, muerto el 7 de octubre de 2012 (Los Zetas).
- Miguel Treviño Morales, capturado el 15 de julio de 2013 (Los Zetas).
- Nazario Moreno González, muerto el 8 de marzo de 2014 (La Familia Michoacana & Los Caballeros Templarios).
- Héctor Beltrán Leyva, capturado el 1 de octubre de 2014 (Cártel de los Beltrán Leyva).
- Vicente Carrillo Fuentes, capturado el 9 de octubre de 2014 (Cártel de Juárez).
- Servando Gómez Martínez, capturado el 27 de febrero de 2015 (La Familia Michoacana & Los Caballeros Templarios).
- Omar Treviño Morales, capturado el 4 de marzo de 2015 (Los Zetas).
- Rubén Oseguera González, capturado el 23 de junio de 2015 (Cártel de Jalisco Nueva Generación).
- Joaquín Guzmán Loera, capturado el 8 de enero de 2016 (Cártel de Sinaloa).
- Dámaso López Núñez, capturado el 2 de mayo de 2017 (Cártel de Sinaloa).
- José Antonio Yépez Ortiz, capturado el 2 de agosto de 2020 (Cártel de Santa Rosa de Lima).
- Rosalinda González Valencia, capturada el 16 de noviembre de 2021 (Cártel de Jalisco Nueva Generación).
- Rafael Caro Quintero, capturado el 15 de julio de 2022 (Cártel de Caborca).
- Antonio Oseguera Cervantes, capturado el 20 de diciembre de 2022 (Cártel de Jalisco Nueva Generación).
- Ovidio Guzmán López, capturado el 5 de enero de 2023 (Cártel de Sinaloa).

## Niveles de mando
El ejército mexicano se organiza a través de una estructura de mando jerárquica y vertical, con cuatro niveles de mando:
- 1.º Mando Supremo
- 2.º Alto Mando
- 3.º Mandos Superiores
- 4.º Mando de Unidades

### Mando Supremo
Esta depositado en el Presidente de México, que para tal efecto, tendrá la denominación de Comandante Supremo de las Fuerzas Armadas. Lo ejerce a través del Secretario de la Defensa Nacional. En caso de guerra o del desplazamiento de tropas fuera de territorio nacional, el Jefe del Ejecutivo deberá nombrar un Comandante que lo represente en la Fuerza de combate. Solo el primer mandatario podrá disponer de forma total o parcial del ejército. También son facultades exclusivas del titular del ejecutivo nombrar al secretario de la Defensa y a los principales funcionarios del organigrama administrativo y operativo del ejército. También, previa recomendación de los anteriores funcionarios, podrá designar a toda la cadena de mando, así como de las unidades especiales, que de la misma forma solo el puede crear. Además de la creación de nuevas unidades, podrá determinar modificaciones a la división militar del país.

### Alto Mando
Su único depositario es el Secretario de la Defensa Nacional, no obstante lo ejerce con las funciones respectivas de los principales cargos de la estructura administrativa y operativa de la misma secretaría. Siendo estos:
- 1. Estado Mayor Conjunto de la Defensa Nacional.
- 2. Inspección y Contraloría General del Ejército, Fuerza Aérea y Guardia Nacional.
- 3. Órganos del Fuero de Guerra.
- 4. Direcciones Generales de la Secretaría de la Defensa Nacional.
- 5. Centro Nacional de Vigilancia y Protección del Espacio Aéreo.

Las facultades y responsabilidades del secretario son aquellas que le confiere expresamente a su despacho, el artículo 29 de la Ley Orgánica de la Administración Pública Federal. Dirigir el adiestramiento, programación y proyección de todas las acciones vinculadas al eventual uso del personal militar para sus principales tareas (defensa del territorio y soberanía nacional, garantizar la seguridad interior e instrumentar el Plan DN-III-E en caso de desastres); organizar el Servicio militar; dirigir al ejército y fuerza aérea en caso de guerra; administrar las relaciones y derechos laborales del personal civil y militar que trabajen para la secretaría; dirigir la industria militar del país; inspeccionar la construcción y conservación, así como disponer de toda la infraestructura militar requerida para el cumplimiento de las obligaciones primarias del despacho, incluyendo el asesoramiento para las vías de comunicación civil que tengan un eventual uso para la defensa; asesorar a otras secretarías cuando, en el ejercicio de sus funciones, este de por medio la seguridad nacional; nombrar a los funcionarios de los sistemas militares de educación y salud; autorizar la expedición de licencias para la portación de armas de fuego, y la fabricación, compra y manejo de sustancias peligrosas o explosivos.
El órgano interno de mayor relevancia, para los fines militares del instituto armado, es el Estado Mayor Conjunto de la Defensa Nacional; pues es el instrumento técnico operativo, encargado de diseñar los planes, proyectos y programas destinados a establecer las estrategias de defensa y seguridad nacional, inteligencia militar, seguridad interior y colaboración del personal militar en situaciones de desastre en la población civil. Esto incluye la organización, adiestramiento, operación y desarrollo de las Fuerzas Armadas de tierra y aire.

### Mandos Superiores
Los mandos superiores se dividen en operativos y de servicios; estos últimos son los Comandantes de los Agrupamientos Logísticos y Administrativos, es decir, quienes lideran las unidades que satisfacen necesidades específicas en bienes y servicios para la logística del ejército. En tanto que los operativos son, en orden jerárquico:
- 1. Comandante del Ejército.
- 2. Comandante de la Fuerza Aérea.
- 3. Comandante de la Guardia Nacional
- 4. Comandantes de Regiones Militares.
- 5. Comandantes de Zonas Militares.
- 6. Comandantes de las Bases Aéreas Militares
- 7. Comandantes de las Grandes Unidades Terrestres o Aéreas.
- 8. Comandantes de las Unidades conjuntas o combinadas.
- 9. Comandantes de las Unidades Circunstanciales que el Alto Mando determine implementar.

### Mandos de unidades
Los mandos de unidades son todos aquellos comandantes designados para los grupos operativos de tropa que realizan misiones o actividades específicas; siendo estos en orden: Escuadra, Pelotón, Sección, Compañía o Escuadrón o Batería, Grupos, Batallón o Regimiento, Brigada, División y Cuerpo de ejército. Las unidades de Ejército de operaciones y Grupo de ejércitos no son contemplados por la legislación mexicana. Cabe señalar que todas las armas y servicios cuentan con las unidades denominadas Compañía menos el arma de caballería que la llama Escuadrón y el arma de artillería que le llama Batería; así mismo, todas las armas cuentan con unidades tipo Batallón menos el arma de caballería que tiene unidades tipo Regimiento. También existen los Agrupamientos, que son unidades operativas provisionales o circunstanciales que se conforman para operaciones determinadas por corto tiempo compuestas según las necesidades mismas de las operaciones. Los agrupamientos se pueden conformar a cualquier nivel, según las unidades los conformen.

## Regiones militares
| Región militar | Sede             | Estados que la conforman                              |
| -------------- | ---------------- | ----------------------------------------------------- |
| I              | Ciudad de México | Ciudad de México, Hidalgo, Estado de México, Morelos. |
| II             | Mexicali         | Baja California, Baja California Sur, Sonora.         |
| III            | Mazatlán         | Sinaloa, Durango.                                     |
| IV             | Monterrey        | Nuevo León, San Luis Potosí, Tamaulipas.              |
| V              | Zapopan          | Aguascalientes, Colima, Jalisco, Nayarit, Zacatecas.  |
| VI             | Veracruz         | Puebla, Tlaxcala, Veracruz.                           |
| VII            | Tuxtla Gutiérrez | Chiapas, Tabasco.                                     |
| VIII           | Ixcotel          | Oaxaca.                                               |
| IX             | Chilpancingo     | Guerrero.                                             |
| X              | Mérida           | Campeche, Quintana Roo, Yucatán.                      |
| XI             | Torreón          | Chihuahua, Coahuila.                                  |
| XII            | Irapuato         | Guanajuato, Michoacán, Querétaro.                     |

### Zonas militares
| Zona militar | Localidad              | Región militar |
| ------------ | ---------------------- | -------------- |
| 1.ª          | Tacubaya, CDMX         | I              |
| 2.ª          | Tijuana, BC            | II             |
| 3.ª          | La Paz, BCS            | II             |
| 4.ª          | Hermosillo, Son.       | II             |
| 5.ª          | Chihuahua, Chih.       | XI             |
| 6.ª          | Saltillo, Coah.        | XI             |
| 7.ª          | Apodaca, N.L.          | IV             |
| 8.ª          | Reynosa, Tamps.        | IV             |
| 9.ª          | Culiacán, Sin.         | III            |
| 10.ª         | Durango, Dgo.          | III            |
| 11.ª         | Guadalupe, Zac.        | V              |
| 12.ª         | San Luis Potosí, SLP   | IV             |
| 13.ª         | Tepic, Nay.            | V              |
| 14.ª         | Aguascalientes, Ags.   | V              |
| 15.ª         | La Mojonera, Jal.      | V              |
| 16.ª         | Sarabia, Gto.          | XII            |
| 17.ª         | Querétaro, Qro.        | XII            |
| 18.ª         | Pachuca, Hgo.          | I              |
| 19.ª         | Tuxpan, Ver.           | VI             |
| 20.ª         | Colima, Col.           | V              |
| 21.ª         | Morelia, Mich.         | XII            |
| 22.ª         | Santa María Ryón, Mex. | I              |
| 23.ª         | Panotla, Tlax.         | VI             |
| 24.ª         | Cuernavaca, Mor.       | I              |

| Zona militar | Localidad                 | Región militar |
| ------------ | ------------------------- | -------------- |
| 25.ª         | Puebla, Pue.              | VI             |
| 26.ª         | El Lencero, Ver.          | VI             |
| 27.ª         | Pie de la Cuesta, Gro.    | IX             |
| 28.ª         | Ixcotel, Oax.             | VIII           |
| 29.ª         | Minatitlán, Ver.          | VII            |
| 30.ª         | Villahermosa, Tab         | VII            |
| 31.ª         | Rancho Nuevo, Chis.       | VII            |
| 32.ª         | Valladolid, Yuc.          | X              |
| 33.ª         | Campeche, Camp.           | X              |
| 34.ª         | Chetumal, QR              | X              |
| 35.ª         | Chilpancingo, Gro.        | IX             |
| 36.ª         | Tapachula, Chis.          | VII            |
| 37.ª         | Santa Lucía, Mex.         | I              |
| 38.ª         | Tenosique, Tab.           | VII            |
| 39.ª         | Ocosingo, Chis.           | VII            |
| 40.ª         | Guerrero Negro, BCS.      | II             |
| 41.ª         | Puerto Vallarta, Jal.     | V              |
| 42.ª         | Hidalgo del Parral, Chih. | XI             |
| 43.ª         | Apatzingán, Mich.         | XII            |
| 44.ª         | Miahuatlán, Oax.          | VIII           |
| 45.ª         | Nogales, Son.             | II             |
| 46.ª         | Ixtepec, Oax.             | VIII           |
| 47.ª         | Piedras Negras, Coah.     | XI             |
| 48.ª         | Cd. Victoria, Tamps.      | IV             |

## Composición
- I. Comandancia del Ejército;
- II. Estado Mayor del Ejército;
- III. Unidades de Armas;
- IV. Unidades de Servicios.

El Ejército Mexicano se compone de unidades organizadas y adiestradas para las operaciones militares terrestres y está constituido por Armas y Servicios. Las armas son los componentes del Ejército Mexicano cuya misión principal es el combate, el que será ejecutado por cada una de ellas en función de como combinen el armamento, la forma preponderante de desplazarse, su poder de choque y forma de trabajo. Los servicios son componentes del Ejército que tienen como misión principal, satisfacer necesidades de vida y operación, por medio del apoyo administrativo y logístico formando unidades organizadas, equipadas y adiestradas para el desarrollo de estas actividades.
| Armas - 1. Infantería. - 2. Caballería. - 3. Artillería. - 4. Blindada. - 5. Ingenieros. | Servicios - 1. Ingenieros. - 2. Cartográfico. - 3. Transmisiones. - 4. Materiales de Guerra. - 5. Transportes. - 6. Administración. - 7. Intendencia. - 8. Sanidad. - 9. Justicia. - 10. Veterinaria y Remonta. - 11. Informática. - 12. Meteorológico. |

### Cuerpos especiales

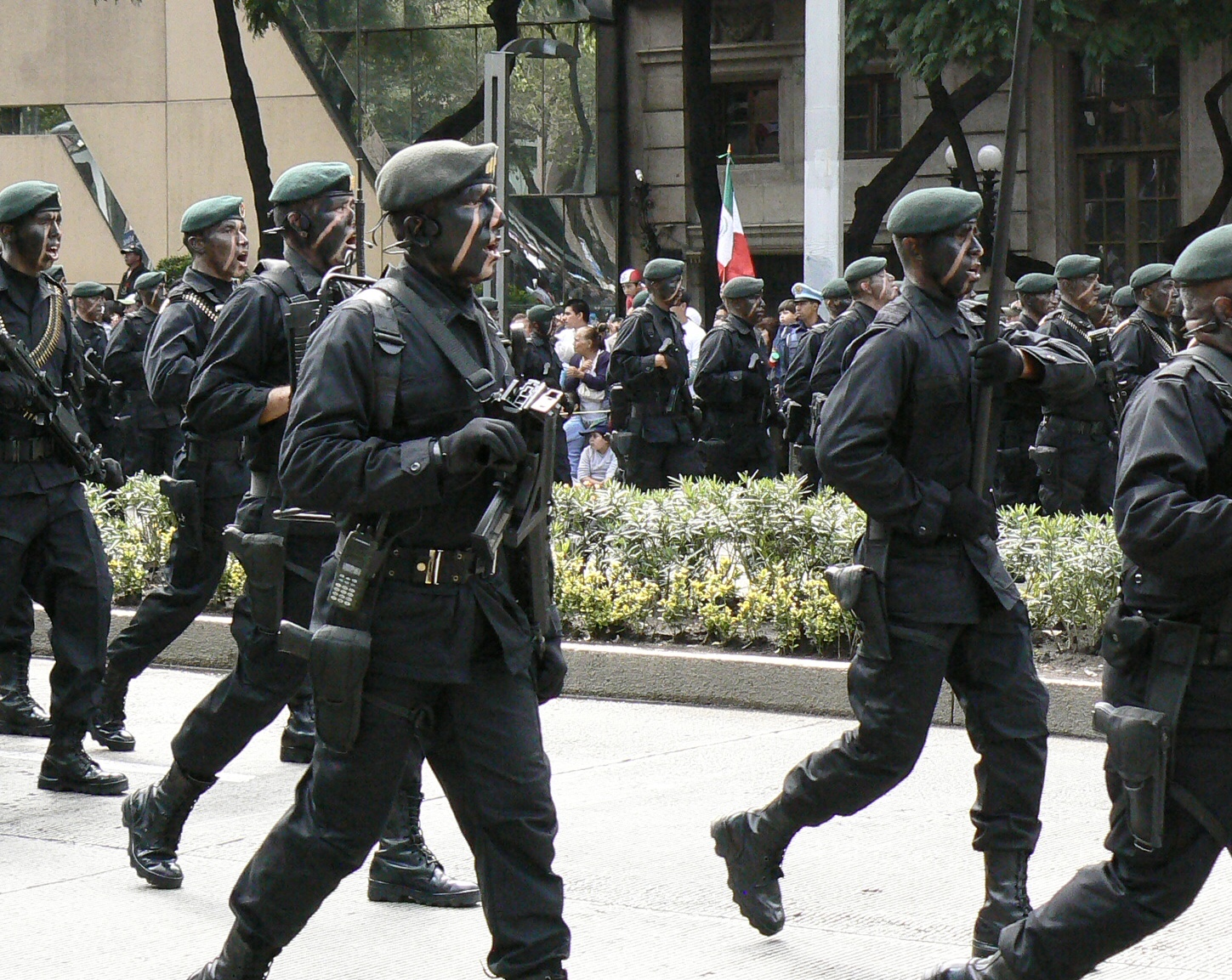
Soldados del Cuerpo de Fuerzas Especiales de México en Desfile Militar en 2009.

Los cuerpos especiales del Ejército son los organismos que tienen asignadas misiones, para cuyo cumplimiento sus componentes deben poseer
conocimientos y preparación específicos para el manejo de los medios materiales de que están dotados y para la aplicación de la técnica o táctica que corresponda. Estos son:
- 1. Cuerpo de Guardias Presidenciales (suprimido desde 2018 por decreto presidencial de Andrés Manuel López Obrador); sus integrantes pasaron a ser encuadrados en los diferentes batallones de la estructura militar.

Tenían por misión garantizar la seguridad del presidente de la República, de su residencia y demás instalaciones conexas, así como rendirle los honores correspondientes aislada o conjuntamente con otras unidades. Debían coordinarse en todo momento con el Estado Mayor Presidencial.
- 2. Cuerpo de Aerotropas.

Son unidades organizadas, equipadas y adiestradas para llevar a cabo operaciones de élite y en caso de emergencia, para ser empleado en la búsqueda y rescate de personal y material. Llevan a cabo misiones de combate de acción directa e indirecta. Las operaciones de acción directa son operaciones ofensivas y cubren un amplio espectro de operaciones. Las operaciones indirectas son habitualmente de reconocimiento, destinadas a la obtención de información. Operan sobre la base de grupos pequeños, dependiendo de la misión, con gran autonomía. La constituyen primordialmente la Brigada de Fusileros Paracaidistas y Cuerpo de Fuerzas Especiales.
- 3. Cuerpo de Policía Militar

Es el cuerpo dedicado a colaborar en la conservación del orden y a la vigilancia del cumplimiento de las leyes, reglamentos y demás
disposiciones militares de carácter disciplinario, dentro de las unidades, dependencias, instalaciones y áreas del terreno pertenecientes al Ejército.
- 4. Cuerpo de Música Militar

Tiene a su cargo la organización, funcionamiento y administración de las Bandas de Música y Orquestas, las que podrán formar parte orgánica o estar en refuerzo de las unidades o dependencias del Ejército y Fuerza Aérea.
- 5. Cuerpo de Defensas Rurales

Formado por voluntarios y ejidatarios, tiene como finalidad resguardar, cuando así lo requieran las tropas regulares, la seguridad de su área.

## Estructura de unidades
Escuadra.- se integra con efectivos de tres y un Cabo.
Pelotón.- se integra por dos escuadras y un Sargento Segundo.
Sección.- se integra con tres Pelotones y su Mando.
Compañía/Escuadrón/Batería.- se integra con 3 Secciones y su Mando.
Grupo.- se integra con dos Compañías y su Mando.
Batallón/Regimiento.- se integra tres Compañías, Plana Mayor y su Mando.
Brigada.- se integra con tres Batallones, Plana Mayor y Mando.
Brigada Independiente.- se integra con tres Batallones, Artillería, Estado Mayor y Cuartel General.
División.- integrada por dos o más brigadas o regimientos. Estado Mayor y Cuartel General.
Cuerpo del ejército.-integrada por dos o más divisiones o brigadas independientes. Estado Mayor y Cuartel General.
Compañía de Plana Mayor y Servicios.
- 1 Pelotón de Sanidad;
- 1 Pelotón de Transmisiones;
- 1 Pelotón de Administración;
- 1 Pelotón de Intendencia;
- 1 Pelotón de Materiales de Guerra;
- 1 Pelotón de Transportes.

Grupo de Comando: al conjunto de personal orgánico, colaborador inmediato del Mando. Tiene como misión transformar sus decisiones en órdenes, asegurando su transmisión.
- S.P.A.A., Sección de Personal, Abastecimientos y Ayudantía;
- S.I.I.O., Sección de Información, Instrucción y Operaciones;
- Detall (Departamento Estadístico de Trámite Administrativo de Libros y Listados) es la oficina de archivo, partes y papeleo de un cuerpo militar de tropa.

## Grados y escalafón militar
Los grados en el Ejército Mexicano se clasifican en la escala jerárquica como: Generales, Jefes, Oficiales y Tropa (Clases y Soldados). Las insignias correspondientes a los grados se portan en las hombreras y en el tocado. Las hombreras llevan junto con el grado una franja de color en el extremo exterior (denominado como «vivo») que varía dependiendo el arma o servicio a que pertenezca el militar.
|          | Generales          | Generales           | Generales          | Generales         | Jefes                | Jefes                         | Jefes              | Oficiales                    | Oficiales                    | Oficiales             | Oficiales                | Tropa                         | Tropa                         | Tropa                     | Tropa                |
|          | Generales          | Generales           | Generales          | Generales         | Jefes                | Jefes                         | Jefes              | Oficiales                    | Oficiales                    | Oficiales             | Oficiales                | Clases                        | Clases                        | Clases                    | Soldado              |
| Insignia |                    |                     |                    |                   |                      |                               |                    |                              |                              |                       |                          |                               |                               |                           |                      |
| Grado    | General secretario | General de división | General de brigada | General brigadier | Coronel (Infantería) | Teniente coronel (Infantería) | Mayor (Infantería) | Capitán primero (Infantería) | Capitán segundo (Infantería) | Teniente (Infantería) | subteniente (Infantería) | Sargento primero (Infantería) | Sargento Segundo (Infantería) | Cabo (rango) (Infantería) | Soldado (Infantería) |

### Uniforme del Ejército Mexicano

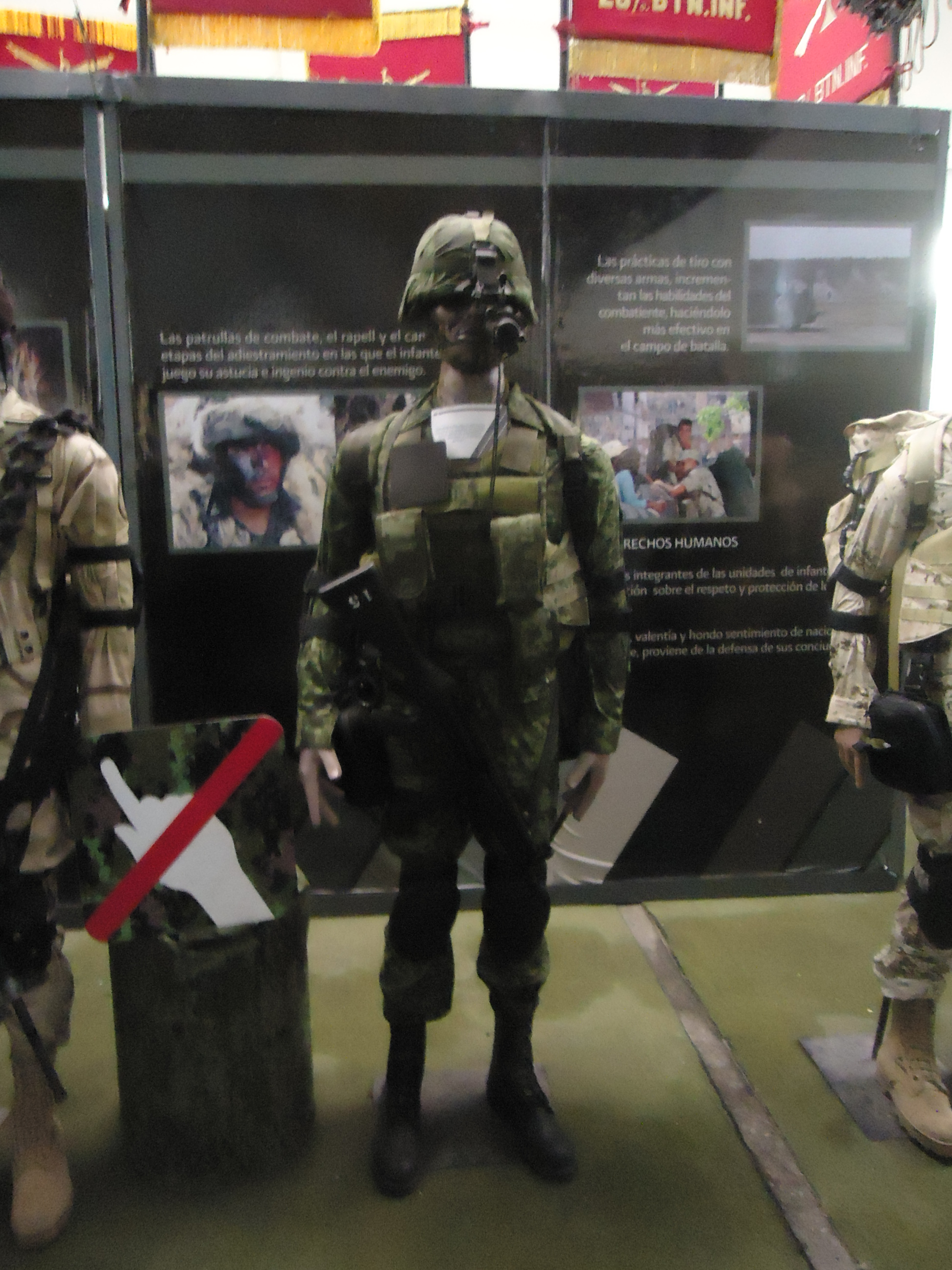
Nuevo uniforme del Ejército Mexicano

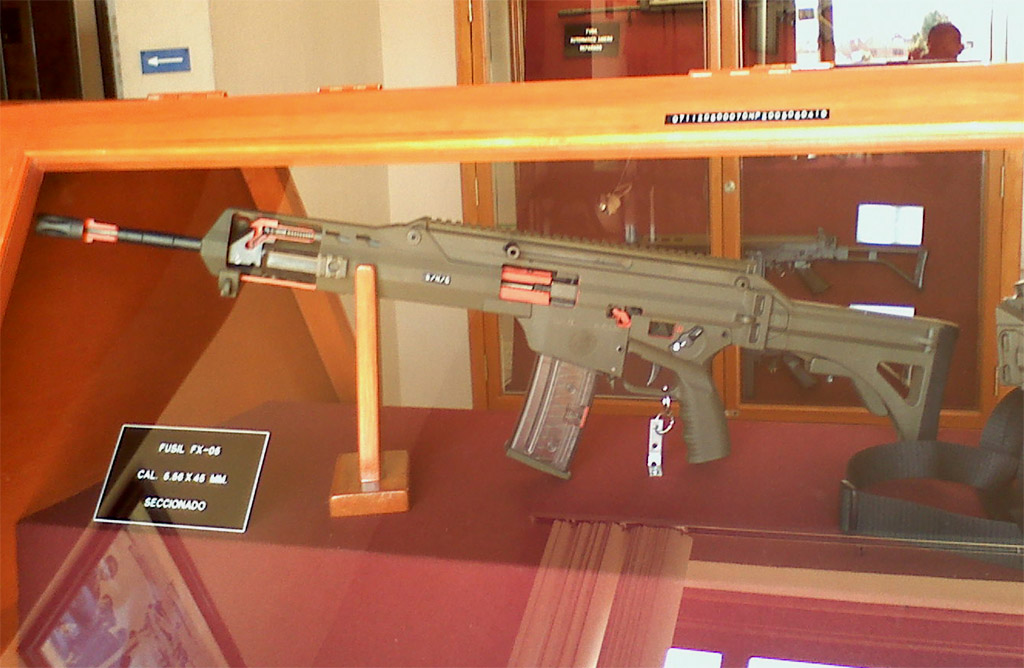
FX-05 Fusil de Asalto

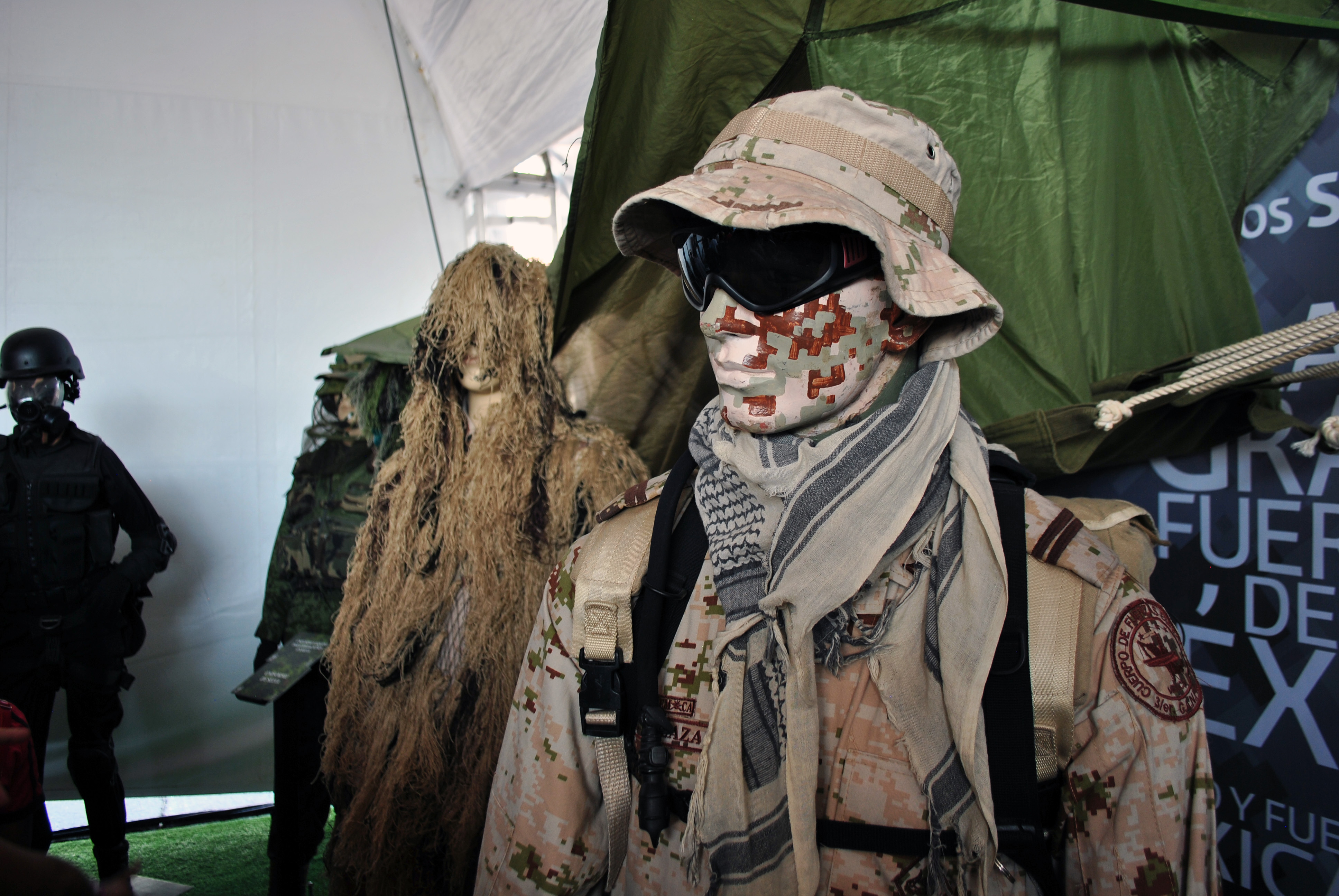
Uniformes en exposición militar en Ciudad de México.

Tela camuflada modelos selva y desierto para el Ejército y azul aéreo para la Fuerza aérea, compuesto de:tocado, guerrera, pantalón y calzado
Gorra de campo con insignia del grado o escudo del plantel
Bota operativa, Bota operativa negra, de salto o de montar con acicates

## Anexos
- Anexo:Armamento de infantería del Ejército Mexicano
- Anexo:Vehículos del Ejército Mexicano
- Anexo:Blindados del Ejército Mexicano

## Servicios y Cuerpos Especiales del Ejército y Fuerza Aérea
Los bordados de sobre hombreras con vivo de color del arma o del servicio respectivo
son empleadas en la totalidad del vestuario que tenga sobre hombreras con excepción del uniforme de campaña. Se bordan sobre tela lana/nailon; para jefes y oficiales se bordan en hilo dorado y para el personal de tropa se bordan en hilo de color del arma o servicio:
- Rojo Granma: Infantería / Fuerzas Especiales
- Azul Huasar: Caballería
- Carmesí: Artillería
- Gris Acero: Arma Blindada
- Verde Esmeralda: Policía Militar (PM)
- Azul: Ingenieros
- Violeta: Aerotropas
- Rojo Carmesí: Estado Mayor / Guardias Presidenciales
- Azul Cobalto: Transmisiones
- Anaranjado: Transportes
- Amarillo: Sanidad
- Verde Esmeralda: Justicia Militar
- Café: Administración e Intendencía / Archivo e Historía / Educación Física y Deporte Militar
- Gris Perla: Música Militar
- Azul Cielo: Cartografía
- Amarillo y Azul Huasar: Veterinaria y Remonta
- Beige-Informática
- Rojo Ladrillo: Materiales de Guerra
- Rojo Granma y Azul Huasar: Defensas Rurales

La boina es empleada por el personal de generales, jefes, oficiales y tropa perteneciente
a unidades especiales, con los uniformes de cuatro botones y campaña. Se fabrica en tela lana/nailon con los colores siguientes:
- Verde esmeralda: Policía Militar (PM)
- Rojo Carmesí: Fusileros Paracaidistas
- Negro: Guardias Presidenciales
- Verde: Fuerzas Especiales

## Galería

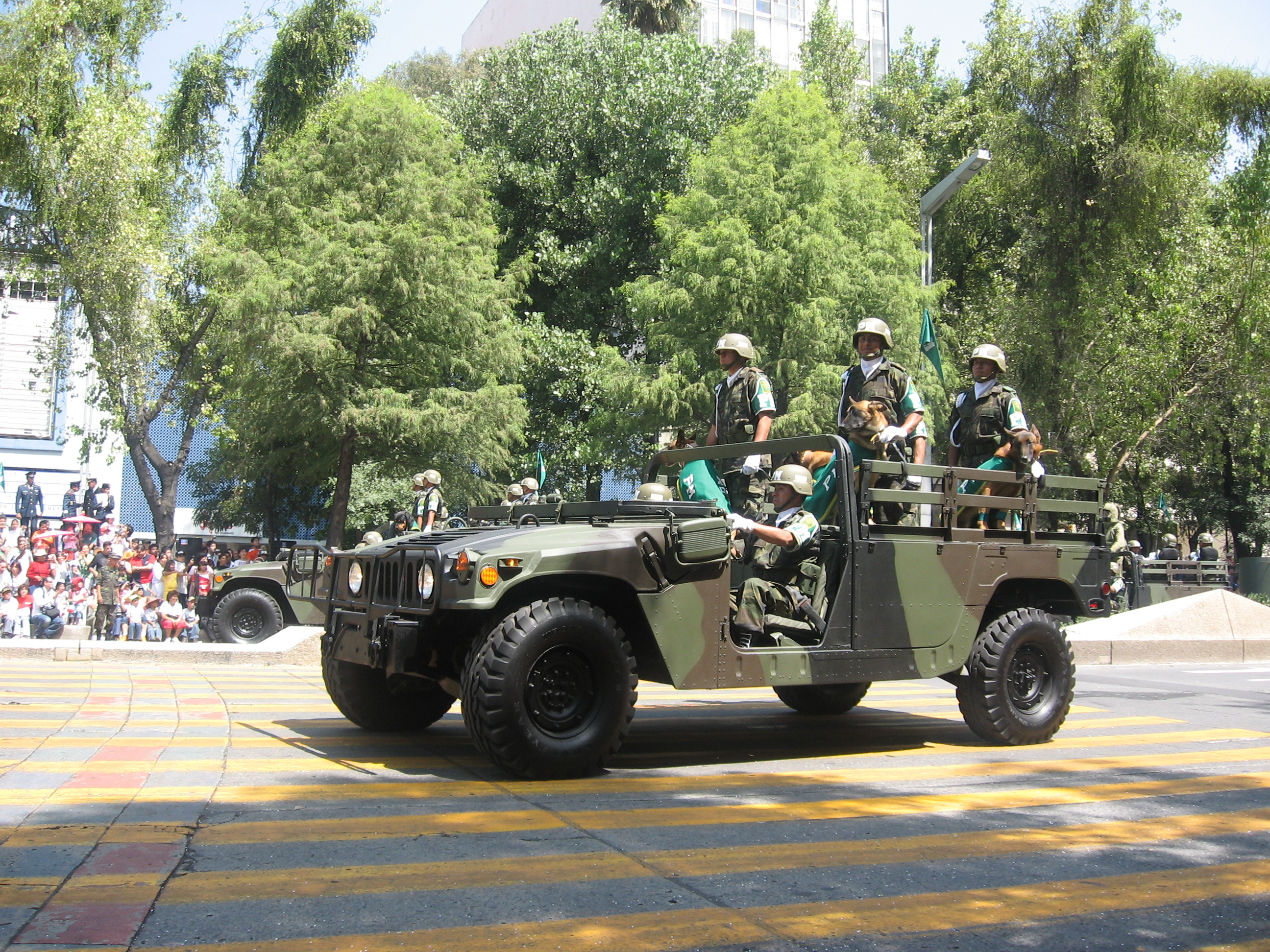
Humvee del Ejército Mexicano.
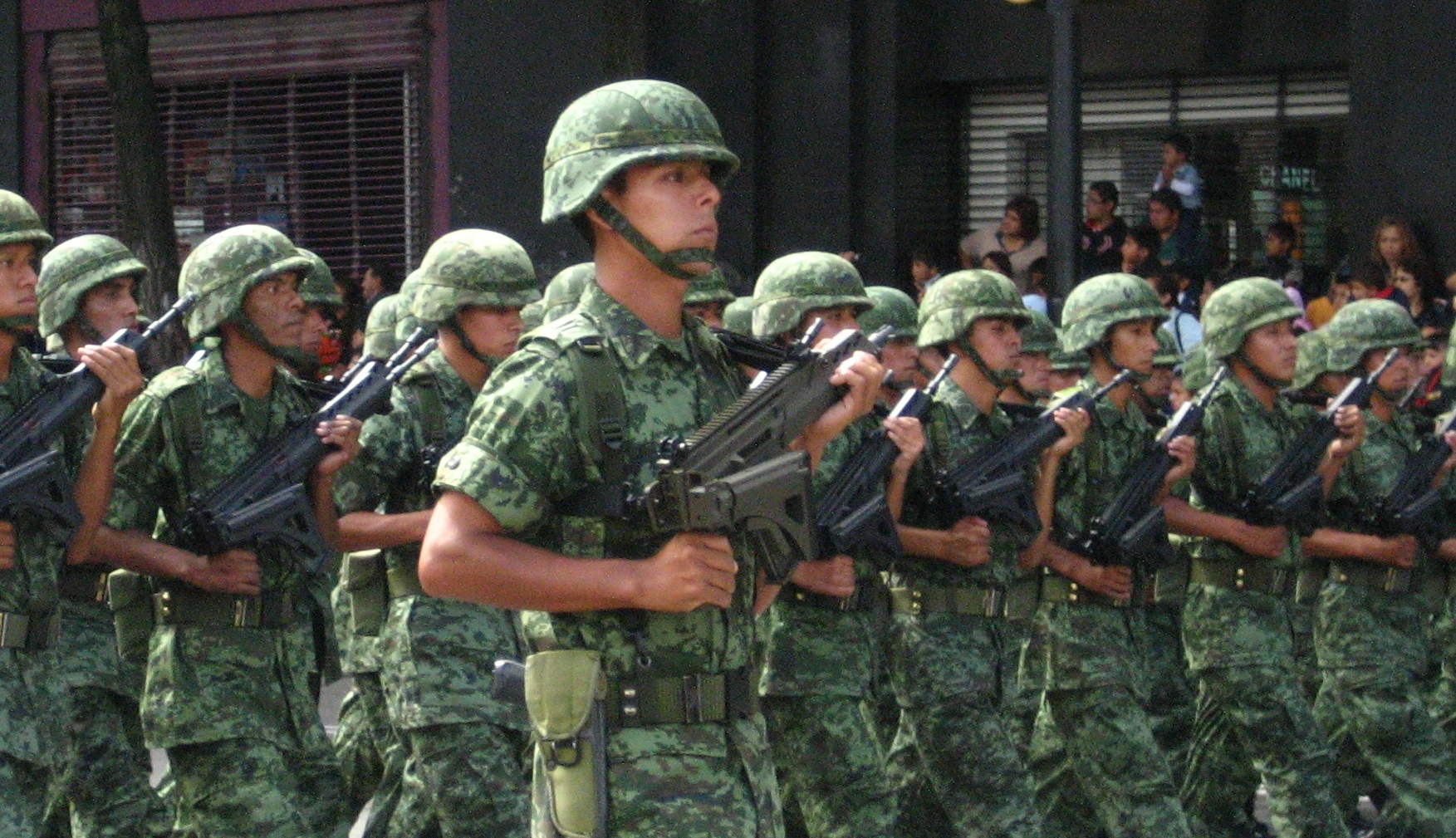
Soldados de reserva.
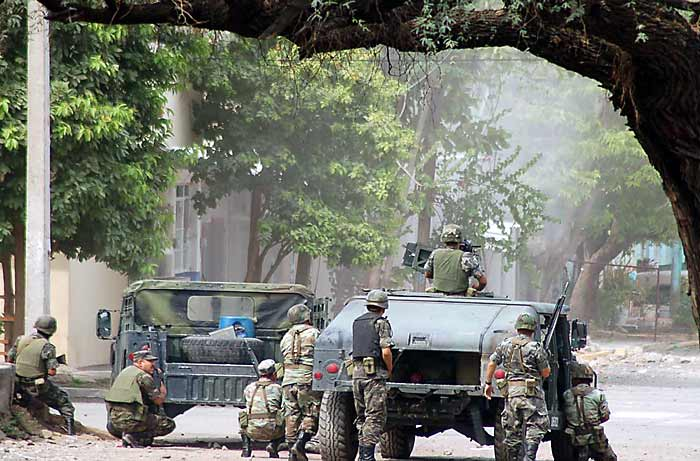
Ejército Mexicano en un enfrentamiento.
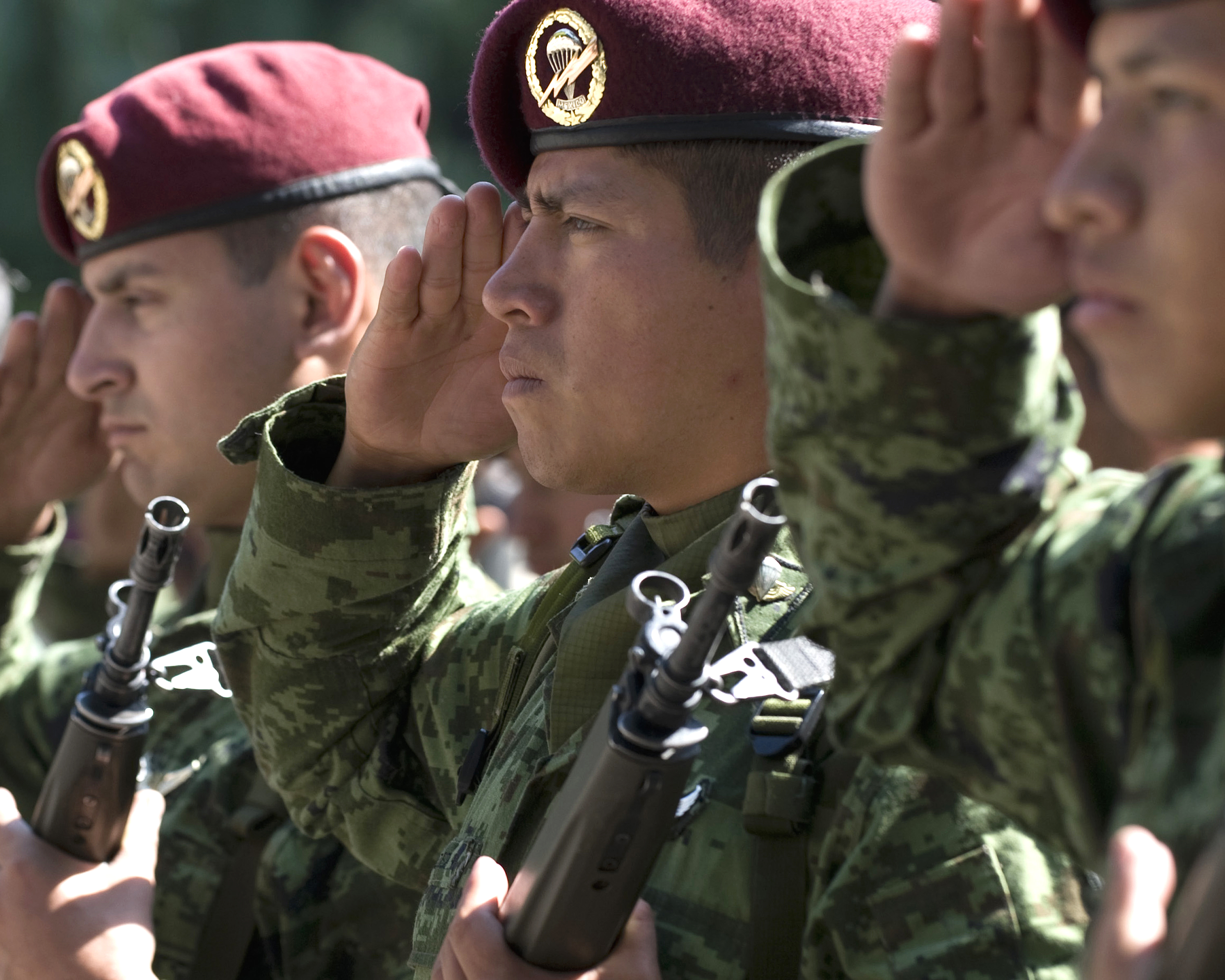
Brigada de Fusileros Paracaidistas.
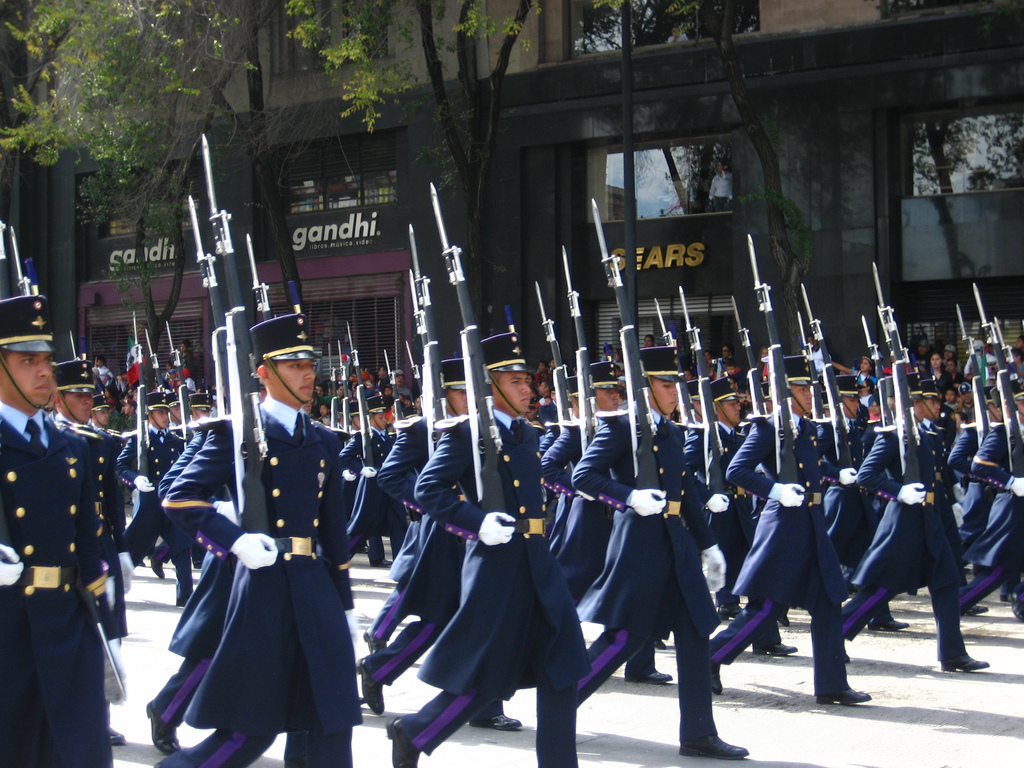
Cadetes del Colegio del Aire en un desfile.
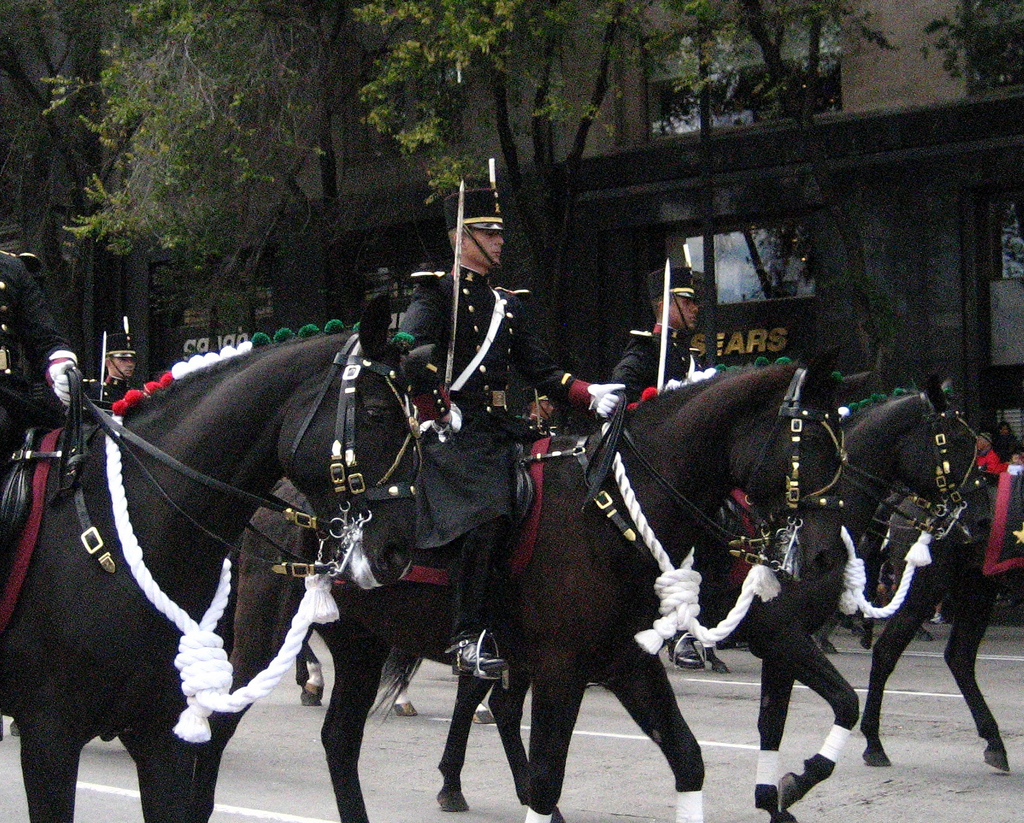
Cadetes del Heroico Colegio Militar montando a caballo en un desfile.
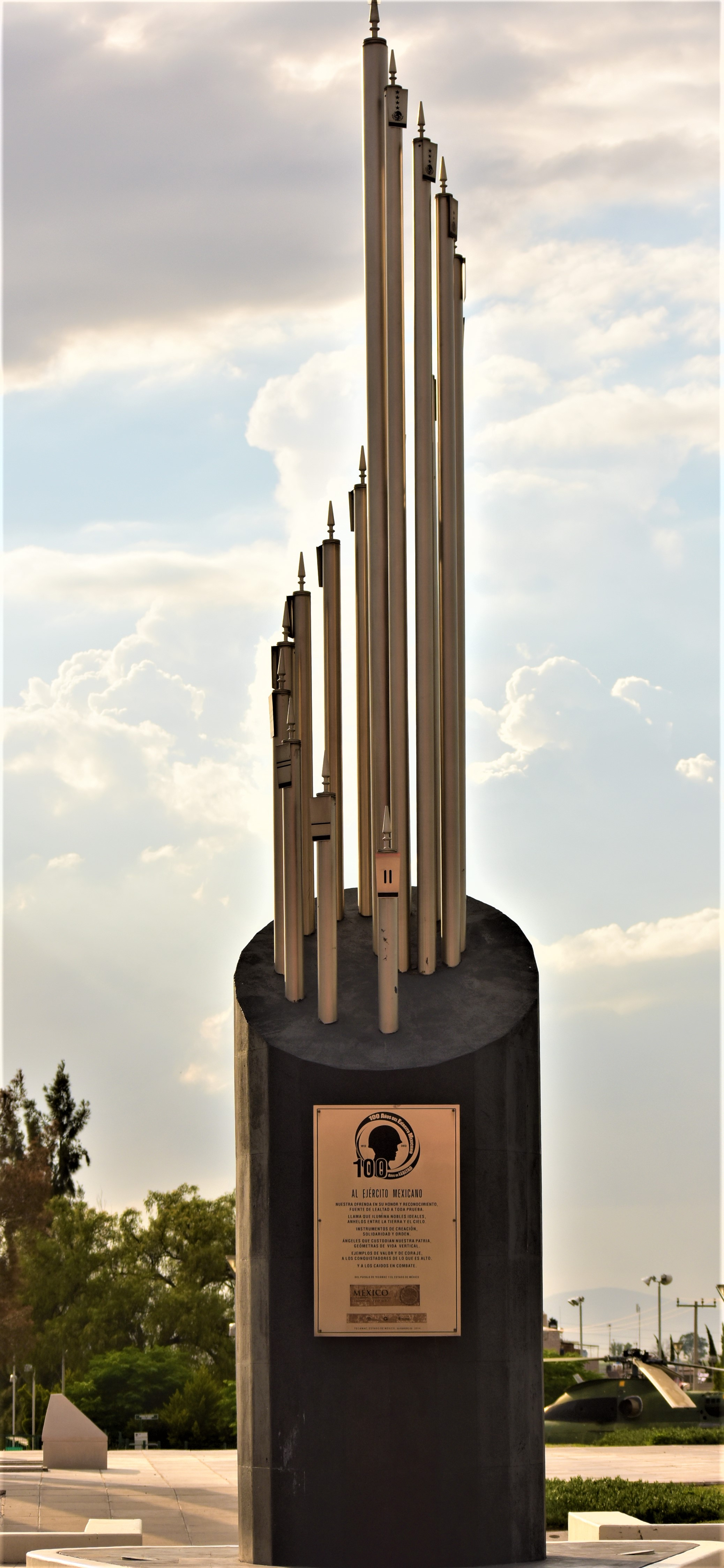
Monumento a los 100 Años del Ejército Mexicano, inaugurado el 20 de febrero del 2014, en Sierra Hermosa. Tecámac, Estado de México.